# Llista de topònims de Vielha e Mijaran
Llista de topònims (noms propis de lloc) del municipi de Vielha e Mijaran, a la Val d'Aran
Informació actualitzada per un bot. Els canvis manuals es perdran quan s'actualitzi!

## borda
| imatge | Nom                            | Ubicat a         | instància de | Detalls       | coordenades                                                          | Protecció | Commons (més fotos) | Dades a WD                    |
| ------ | ------------------------------ | ---------------- | ------------ | ------------- | -------------------------------------------------------------------- | --------- | ------------------- | ----------------------------- |
|        | Bordau de Bortolòt             | Vielha e Mijaran | borda        |               | 42° 46′ 27″ N, 0° 47′ 21″ E / 42.7740765815665°N,0.789261437735155°E |           |                     | Modifica les dades a Wikidata |
|        | Bòrda Borièra                  | Vielha e Mijaran | borda        |               | 42° 42′ 53″ N, 0° 46′ 51″ E / 42.7145886941349°N,0.780824355400182°E |           |                     | Modifica les dades a Wikidata |
|        | Bòrda de Gasconeta             | Vielha e Mijaran | borda        |               | 42° 45′ 56″ N, 0° 46′ 24″ E / 42.765667025066°N,0.77323760916481°E   |           |                     | Modifica les dades a Wikidata |
|        | Bòrda de Sabatèr               | Vielha e Mijaran | borda        |               | 42° 40′ 39″ N, 0° 46′ 33″ E / 42.6775194119465°N,0.775944744240955°E |           |                     | Modifica les dades a Wikidata |
|        | Bòrda dera Vila                | Vielha e Mijaran | borda        |               | 42° 42′ 51″ N, 0° 46′ 19″ E / 42.7142°N,0.77202°E                    |           |                     | Modifica les dades a Wikidata |
|        | Bòrda des Cariòts              | Vielha e Mijaran | borda        |               | 42° 44′ 19″ N, 0° 45′ 05″ E / 42.7385063030838°N,0.751311900955246°E |           |                     | Modifica les dades a Wikidata |
|        | Bòrdes de Gèles                | Vielha e Mijaran | borda        |               | 42° 42′ 32″ N, 0° 44′ 39″ E / 42.70883°N,0.74412°E                   |           |                     | Modifica les dades a Wikidata |
|        | Bòrdes de Salient              | Vielha e Mijaran | borda        |               | 42° 44′ 10″ N, 0° 51′ 03″ E / 42.7359943337078°N,0.850717030033068°E |           |                     | Modifica les dades a Wikidata |
|        | Bòrdes de Sant Joan            | Vielha e Mijaran | borda        |               | 42° 45′ 32″ N, 0° 46′ 05″ E / 42.7588693965443°N,0.768025870297115°E |           |                     | Modifica les dades a Wikidata |
|        | Bòrdes dera Artiga de Varradòs | Vielha e Mijaran | borda        |               | 42° 46′ 27″ N, 0° 47′ 24″ E / 42.774097166212°N,0.79004787417186°E   |           |                     | Modifica les dades a Wikidata |
|        | Cabana d'Els                   | Vielha e Mijaran | borda        |               | 42° 46′ 51″ N, 0° 49′ 00″ E / 42.7807969596828°N,0.81661317372523°E  |           |                     | Modifica les dades a Wikidata |
|        | Cabana d'Estanho               | Vielha e Mijaran | borda        |               | 42° 39′ 29″ N, 0° 49′ 41″ E / 42.65792°N,0.82819°E                   |           |                     | Modifica les dades a Wikidata |
|        | Cabana de Cortia               | Vielha e Mijaran | borda        |               | 42° 41′ 36″ N, 0° 43′ 39″ E / 42.6933172480953°N,0.727491349419722°E |           |                     | Modifica les dades a Wikidata |
|        | Cabana de Gèles                | Vielha e Mijaran | borda        |               | 42° 42′ 06″ N, 0° 44′ 49″ E / 42.7016248856531°N,0.746881342234666°E |           |                     | Modifica les dades a Wikidata |
|        | Cabana de Hereishedo           | Vielha e Mijaran | borda        |               | 42° 40′ 27″ N, 0° 45′ 53″ E / 42.6742418158097°N,0.764858733135973°E |           |                     | Modifica les dades a Wikidata |
|        | Cabana de Mont                 | Vielha e Mijaran | borda        |               | 42° 45′ 51″ N, 0° 51′ 13″ E / 42.76421°N,0.85354°E                   |           |                     | Modifica les dades a Wikidata |
|        | Cabana de Montpius             | Vielha e Mijaran | borda        |               | 42° 41′ 50″ N, 0° 43′ 47″ E / 42.697272203372°N,0.729849733839582°E  |           |                     | Modifica les dades a Wikidata |
|        | Cabana de Pomaròla             | Vielha e Mijaran | borda        |               | 42° 40′ 58″ N, 0° 46′ 49″ E / 42.6827166555462°N,0.780189812532462°E |           |                     | Modifica les dades a Wikidata |
|        | Cabana de Sacal                | Vielha e Mijaran | borda        |               | 42° 41′ 59″ N, 0° 45′ 14″ E / 42.6997278457022°N,0.753908884722682°E |           |                     | Modifica les dades a Wikidata |
|        | Cabana de Sascorjada           | Vielha e Mijaran | borda        |               | 42° 47′ 00″ N, 0° 50′ 00″ E / 42.7833585042067°N,0.833418238563667°E |           |                     | Modifica les dades a Wikidata |
|        | Cabana de Sèrra Escorjada      | Vielha e Mijaran | borda        |               | 42° 46′ 53″ N, 0° 50′ 43″ E / 42.7813935878956°N,0.845246986352131°E |           |                     | Modifica les dades a Wikidata |
|        | Cabana der Estanhon            | Vielha e Mijaran | borda        |               | 42° 42′ 35″ N, 0° 48′ 48″ E / 42.7096325582446°N,0.813407944622366°E |           |                     | Modifica les dades a Wikidata |
|        | Cabana dera Coma d'Auran       | Vielha e Mijaran | borda        |               | 42° 45′ 38″ N, 0° 50′ 21″ E / 42.7605128264331°N,0.839127457097605°E |           |                     | Modifica les dades a Wikidata |
|        | Cabana dera Pleta Naua         | Vielha e Mijaran | borda        |               | 42° 37′ 40″ N, 0° 44′ 04″ E / 42.6276396086237°N,0.73456577968295°E  |           |                     | Modifica les dades a Wikidata |
|        | Cabana dera Tartèra            | Vielha e Mijaran | borda        |               | 42° 46′ 06″ N, 0° 52′ 02″ E / 42.768357779681°N,0.86725097124667°E   |           |                     | Modifica les dades a Wikidata |
|        | Cabana dera Tuta dera Vop      | Vielha e Mijaran | borda        |               | 42° 45′ 34″ N, 0° 49′ 13″ E / 42.7595152400216°N,0.820232693652316°E |           |                     | Modifica les dades a Wikidata |
|        | Cabana des Artiguetes          | Vielha e Mijaran | borda        |               | 42° 46′ 36″ N, 0° 49′ 48″ E / 42.7767226057765°N,0.830129238607797°E |           |                     | Modifica les dades a Wikidata |
|        | Cabana des Prats               | Vielha e Mijaran | borda        |               | 42° 44′ 55″ N, 0° 49′ 35″ E / 42.748678829452°N,0.82638421237137°E   |           |                     | Modifica les dades a Wikidata |
|        | Cabana deth Coret de Mont      | Vielha e Mijaran | borda        |               | 42° 45′ 12″ N, 0° 49′ 36″ E / 42.7533087747881°N,0.826755422816973°E |           |                     | Modifica les dades a Wikidata |
|        | Cabana deth Pontet             | Vielha e Mijaran | borda        |               | 42° 39′ 52″ N, 0° 46′ 51″ E / 42.6645648205334°N,0.78077502913526°E  |           |                     | Modifica les dades a Wikidata |
|        | Cabana deth Tortigar           | Vielha e Mijaran | borda        |               | 42° 47′ 12″ N, 0° 49′ 30″ E / 42.7865568618962°N,0.824956461448707°E |           |                     | Modifica les dades a Wikidata |
|        | Cabanes dera Artiga de Lin     | Vielha e Mijaran | borda        |               | 42° 40′ 43″ N, 0° 42′ 17″ E / 42.6785087943792°N,0.704708635259038°E |           |                     | Modifica les dades a Wikidata |
|        | Pleta dera Lana                | Vielha e Mijaran | borda        |               | 42° 40′ 12″ N, 0° 50′ 08″ E / 42.670094°N,0.835428°E 1780 msnm       |           |                     | Modifica les dades a Wikidata |
|        | Sarrahèra de Baish             | Vielha e Mijaran | borda        |               | 42° 39′ 41″ N, 0° 47′ 24″ E / 42.661272°N,0.790062°E 1647 msnm       |           |                     | Modifica les dades a Wikidata |
|        | Sarrahèra de Naut              | Vielha e Mijaran | borda        | Estat: ruïnós | 42° 39′ 28″ N, 0° 47′ 50″ E / 42.657801°N,0.797096°E 1787 msnm       |           |                     | Modifica les dades a Wikidata |

## casa
| imatge | Nom                               | Ubicat a   | instància de | Detalls                                                                               | coordenades                                                                                           | Protecció                                            | Commons (més fotos)               | Dades a WD                    |
| ------ | --------------------------------- | ---------- | ------------ | ------------------------------------------------------------------------------------- | --- | ---------------------------------------------------- | --------------------------------- | ----------------------------- |
|        | Casa Arnau                        | Escunhau   | casa         | No/unknown value                                                                      | oc:Placeta carrer Satar, Escunhau                                                                     | bé integrant del patrimoni cultural català           |                                   | Modifica les dades a Wikidata |
|        | Casa Baile                        | Vilac      | casa         | Estil: gòtic tardà No/unknown value                                                   | 42° 43′ 16″ N, 0° 48′ 02″ E / 42.721018055555554°N,0.8006866666666668°E oc:Pl. de Sant Blas, 1, Vilac | bé integrant del patrimoni cultural català           |                                   | Modifica les dades a Wikidata |
|        | Casa Barrau                       | Vila       | casa         |                                                                                       | 42° 44′ 11″ N, 0° 46′ 35″ E / 42.7362919941764°N,0.776251137732018°E                                  |                                                      |                                   | Modifica les dades a Wikidata |
|        | Casa Blasi                        | Escunhau   | casa         | No/unknown value                                                                      | 42° 41′ 49″ N, 0° 49′ 27″ E / 42.69694°N,0.82411°E oc:C. Major, 10, Escunhau                          | bé integrant del patrimoni cultural català           | Casa Blasi d'Escunhau             | Modifica les dades a Wikidata |
|        | Casa Espanyolet                   | Escunhau   | casa         |                                                                                       | | bé integrant del patrimoni cultural català           |                                   | Modifica les dades a Wikidata |
|        | Casa Espardanyó                   | Betren     | casa         |                                                                                       | 42° 41′ 51″ N, 0° 48′ 30″ E / 42.697611111111°N,0.80843055555556°E 1006 msnm                          | bé integrant del patrimoni cultural català           | Casa Espardanyó                   | Modifica les dades a Wikidata |
|        | Casa Fedusa                       | Viella     | casa         | Estil: arquitectura gòtica arquitectura del Renaixement arquitectura popular          | 42° 42′ 04″ N, 0° 47′ 40″ E / 42.701144444444°N,0.79447222222222°E 977 msnm                           | bé integrant del patrimoni cultural català           | Casa Fedusa                       | Modifica les dades a Wikidata |
|        | Casa Jansu                        | Escunhau   | casa         | 17th century                                                                          | 42° 41′ 50″ N, 0° 49′ 25″ E / 42.69713°N,0.82357°E oc:C. Surtaus, Escunhau                            | bé integrant del patrimoni cultural català           |                                   | Modifica les dades a Wikidata |
|        | Casa Jaumitxu                     | Casarilh   | casa         | Estil: arquitectura gòtica arquitectura del Renaixement                               | 42° 41′ 59″ N, 0° 49′ 53″ E / 42.6997°N,0.831276°E 1045 msnm                                          | bé integrant del patrimoni cultural català           | Casa Jaumitxu                     | Modifica les dades a Wikidata |
|        | Casa Moreu                        | Betren     | casa         | Estil: arquitectura del Renaixement                                                   | 42° 41′ 52″ N, 0° 48′ 26″ E / 42.697651°N,0.807339°E ca:Carrer de Sant Sernilh, 11                    | bé integrant del patrimoni cultural català           |                                   | Modifica les dades a Wikidata |
|        | Casa Pallàs                       | Betren     | casa         | Estil: arquitectura del Renaixement                                                   | 42° 41′ 52″ N, 0° 48′ 30″ E / 42.697777777778°N,0.80841944444444°E 1005 msnm                          | bé integrant del patrimoni cultural català           | Casa Pallàs                       | Modifica les dades a Wikidata |
|        | Casa Tomelet                      | Escunhau   | casa         |                                                                                       | | bé integrant del patrimoni cultural català           |                                   | Modifica les dades a Wikidata |
|        | Casa a la placeta Ilia            | Vilac      | casa         | Estil: arquitectura del Renaixement 17th century                                      | oc:Placeta Ilia, Vilac                                                                                | bé integrant del patrimoni cultural català           |                                   | Modifica les dades a Wikidata |
|        | Casa a la placeta dels Abeuradors | Vilac      | casa         | Estil: arquitectura del Renaixement                                                   | oc:Placeta dels Abeuradors, Vilac                                                                     | bé integrant del patrimoni cultural català           |                                   | Modifica les dades a Wikidata |
|        | Casa al carrer Major d'Arròs      | Arròs      | casa         | Estil: arquitectura del Renaixement 16th century                                      | oc:C. Major, Arròs                                                                                    | bé integrant del patrimoni cultural català           |                                   | Modifica les dades a Wikidata |
|        | Casa al carrer Major de Betren    | Betren     | casa         | Estil: arquitectura popular 18th century                                              | oc:C. Major, Betren                                                                                   | bé integrant del patrimoni cultural català           |                                   | Modifica les dades a Wikidata |
|        | Casa de Baron                     | Vila       | casa         |                                                                                       | 42° 44′ 07″ N, 0° 46′ 38″ E / 42.7352375058582°N,0.777131710417203°E                                  |                                                      |                                   | Modifica les dades a Wikidata |
|        | Casa de Pere Joan                 | Escunhau   | casa         | Estil: arquitectura gòtica                                                            | 42° 41′ 51″ N, 0° 49′ 26″ E / 42.697394444444°N,0.82392777777778°E 1034 msnm                          | bé integrant del patrimoni cultural català           | Casa de Pere Joan                 | Modifica les dades a Wikidata |
|        | Rectoria de Betlan                | Betlan     | casa         | Estil: arquitectura popular 19th century                                              | 42° 43′ 42″ N, 0° 47′ 11″ E / 42.728284°N,0.786329°E ca:Pl. de Sant Pèir, Betlan 1043 msnm            | bé integrant del patrimoni cultural català           |                                   | Modifica les dades a Wikidata |
|        | Tor deth generau Martinhon        | Viella     | casa         | Estil: arquitectura gòtica Renaixement 1610                                           | 42° 42′ 04″ N, 0° 47′ 39″ E / 42.70103°N,0.79426°E oc:Carrèr Major                                    | bé d'interès cultural bé cultural d'interès nacional | Tor deth Generau Martinhon        | Modifica les dades a Wikidata |
|        | casa al carrer Major d'Arròs, 12  | Arròs      | casa         | Estil: arquitectura popular 16th century                                              | 42° 44′ 18″ N, 0° 45′ 37″ E / 42.738349444444445°N,0.7602538888888889°E oc:C. Major, 12, Arròs        | bé integrant del patrimoni cultural català           |                                   | Modifica les dades a Wikidata |
|        | casa al carrer d'era Palha, 1     | Viella     | casa         | Estil: arquitectura del Renaixement arquitectura popular Estat: enderrocat o destruït | 42° 42′ 07″ N, 0° 47′ 42″ E / 42.70205°N,0.795°E                                                      | bé integrant del patrimoni cultural català           |                                   | Modifica les dades a Wikidata |
|        | casa al carrer de Sant Nicolau, 6 | Viella     | casa         | Estil: arquitectura del Renaixement                                                   | 42° 42′ 06″ N, 0° 47′ 41″ E / 42.70177°N,0.79468°E oc:C. de Sant Nicolau, 6                           | bé integrant del patrimoni cultural català           | Casa al carrer de Sant Nicolau, 6 | Modifica les dades a Wikidata |
|        | casa al carrer del Centre, 2      | Viella     | casa         | Estil: arquitectura barroca                                                           | 42° 43′ 17″ N, 0° 47′ 54″ E / 42.72131°N,0.79828°E                                                    | bé integrant del patrimoni cultural català           |                                   | Modifica les dades a Wikidata |
|        | casa al carrer del Centre, 5      | Viella     | casa         | Estil: arquitectura popular                                                           | 42° 43′ 17″ N, 0° 47′ 54″ E / 42.72134°N,0.79844°E                                                    | bé integrant del patrimoni cultural català           |                                   | Modifica les dades a Wikidata |
|        | Çò d'Arnaudet                     | Viella     | casa         | Estil: noucentisme                                                                    | 42° 42′ 07″ N, 0° 47′ 41″ E / 42.701897222222°N,0.79477222222222°E 973 msnm                           | bé integrant del patrimoni cultural català           | Çò d'Arnaudet                     | Modifica les dades a Wikidata |
|        | Çò d'Arró                         | Aubèrt     | casa         | Estil: arquitectura popular                                                           | 42° 43′ 52″ N, 0° 46′ 42″ E / 42.731177777778°N,0.77828888888889°E 918 msnm                           | bé integrant del patrimoni cultural català           | Çò d'Arró                         | Modifica les dades a Wikidata |
|        | Çò de Belmonte                    | Gausac     | casa         | Estil: arquitectura popular 19th century                                              | 42° 42′ 27″ N, 0° 47′ 30″ E / 42.7076°N,0.79154°E oc:C. Major, 19, Gausac                             | bé integrant del patrimoni cultural català           |                                   | Modifica les dades a Wikidata |
|        | Çò de Magràs                      | Vilac      | casa         | Estil: arquitectura popular                                                           | 42° 43′ 18″ N, 0° 47′ 58″ E / 42.721597°N,0.799382°E                                                  | bé integrant del patrimoni cultural català           |                                   | Modifica les dades a Wikidata |
|        | Çò de Pastor                      | Vilac      | casa         | Estil: arquitectura del Renaixement 17th century                                      | 42° 43′ 18″ N, 0° 47′ 54″ E / 42.72161°N,0.79844°E oc:C. Sant Blas, 3, Vilac                          | bé integrant del patrimoni cultural català           | Çò de Pastor                      | Modifica les dades a Wikidata |
|        | Çò de Peiròt                      | Betren     | casa         | Estil: arquitectura popular No/unknown value                                          | oc:C. Major, Betren                                                                                   | bé integrant del patrimoni cultural català           |                                   | Modifica les dades a Wikidata |
|        | Çò de Portola                     | Betren     | casa         | Estil: arquitectura popular No/unknown value                                          | oc:C. Major, Betren                                                                                   | bé integrant del patrimoni cultural català           |                                   | Modifica les dades a Wikidata |
|        | Çò de Ramonet                     | Casarilh   | casa         | Estil: arquitectura popular                                                           | 42° 41′ 59″ N, 0° 49′ 49″ E / 42.69963°N,0.830378°E                                                   | bé integrant del patrimoni cultural català           |                                   | Modifica les dades a Wikidata |
|        | Çò de Saforcada                   | Viella     | casa         | Estil: arquitectura eclèctica                                                         | 42° 42′ 10″ N, 0° 47′ 46″ E / 42.702844444444°N,0.79610833333333°E 967 msnm                           | bé cultural d'interès local                          | Çò de Saforcada                   | Modifica les dades a Wikidata |
|        | Çò dera Rectoria                  | Vilac      | casa         | Estil: arquitectura gòtica arquitectura del Renaixement arquitectura popular          | | bé integrant del patrimoni cultural català           |                                   | Modifica les dades a Wikidata |
|        | Çò dera Rectoria                  | Gausac     | casa         | Estil: arquitectura popular 19th century                                              | 42° 42′ 29″ N, 0° 47′ 25″ E / 42.708077°N,0.790216°E oc:Pl. Major                                     | bé integrant del patrimoni cultural català           |                                   | Modifica les dades a Wikidata |
|        | Çò des Mingo                      | Escunhau   | casa         | Estil: arquitectura gòtica                                                            | | bé integrant del patrimoni cultural català           |                                   | Modifica les dades a Wikidata |
|        | Çò des d'Esteve                   | Viella     | casa         | Estil: arquitectura popular                                                           | 42° 42′ 02″ N, 0° 47′ 37″ E / 42.700516666667°N,0.79369444444444°E 985 msnm                           | bé integrant del patrimoni cultural català           | Çò des d'Esteve                   | Modifica les dades a Wikidata |
|        | Çò des d'Oelhèr                   | Gausac     | casa         | Estil: arquitectura popular 19th century                                              | 42° 42′ 27″ N, 0° 47′ 30″ E / 42.70754°N,0.79153°E oc:C. Major, 20, Gausac                            | bé integrant del patrimoni cultural català           |                                   | Modifica les dades a Wikidata |
|        | Çò des de Abadia                  | Casau      | casa         | Estil: arquitectura popular                                                           | | bé integrant del patrimoni cultural català           |                                   | Modifica les dades a Wikidata |
|        | Çò des de Badia                   | Casau      | casa         | Estil: arquitectura popular gòtic tardà                                               | 42° 42′ 22″ N, 0° 47′ 09″ E / 42.70598°N,0.785708°E                                                   | bé integrant del patrimoni cultural català           |                                   | Modifica les dades a Wikidata |
|        | Çò des de Bagergata               | Vila       | casa         | Estil: arquitectura popular                                                           | 42° 44′ 08″ N, 0° 46′ 36″ E / 42.735626°N,0.776692°E                                                  | bé integrant del patrimoni cultural català           |                                   | Modifica les dades a Wikidata |
|        | Çò des de Baile                   | Vilac      | casa         | Estil: arquitectura popular                                                           | | bé integrant del patrimoni cultural català           |                                   | Modifica les dades a Wikidata |
|        | Çò des de Barro                   | Vila       | casa         | Estil: arquitectura popular                                                           | 42° 44′ 11″ N, 0° 46′ 36″ E / 42.736376°N,0.776705°E 1071 msnm                                        | bé integrant del patrimoni cultural català           |                                   | Modifica les dades a Wikidata |
|        | Çò des de Berar                   | Vila       | casa         | Estil: arquitectura popular                                                           | | bé integrant del patrimoni cultural català           |                                   | Modifica les dades a Wikidata |
|        | Çò des de Farrer                  | Vilac      | casa         | Estil: arquitectura popular                                                           | 42° 43′ 17″ N, 0° 47′ 53″ E / 42.721365°N,0.798193°E                                                  | bé integrant del patrimoni cultural català           |                                   | Modifica les dades a Wikidata |
|        | Çò des de Gauachet                | Casau      | casa         | Estil: arquitectura popular                                                           | 42° 42′ 22″ N, 0° 47′ 08″ E / 42.706036111111°N,0.78560833333333°E oc:C. Major 5, Casau               | bé integrant del patrimoni cultural català           |                                   | Modifica les dades a Wikidata |
|        | Çò des de Jaima                   | Vilac      | casa         | Estil: arquitectura popular                                                           | 42° 43′ 19″ N, 0° 47′ 57″ E / 42.721973°N,0.799103°E                                                  | bé integrant del patrimoni cultural català           |                                   | Modifica les dades a Wikidata |
|        | Çò des de Jampière                | Vila       | casa         | Estil: arquitectura popular                                                           | | bé integrant del patrimoni cultural català           |                                   | Modifica les dades a Wikidata |
|        | Çò des de Joanon                  | Vila       | casa         | Estil: arquitectura popular                                                           | 42° 44′ 11″ N, 0° 46′ 34″ E / 42.736419°N,0.776091°E                                                  | bé integrant del patrimoni cultural català           |                                   | Modifica les dades a Wikidata |
|        | Çò des de Jonina                  | Casau      | casa         | Estil: arquitectura popular                                                           | | bé integrant del patrimoni cultural català           |                                   | Modifica les dades a Wikidata |
|        | Çò des de Juliana                 | Vilac      | casa         | Estil: arquitectura popular 18th century                                              | 42° 43′ 19″ N, 0° 47′ 57″ E / 42.721944444444446°N,0.7991666666666667°E oc:C. Centre, 11, Vilac       | bé integrant del patrimoni cultural català           |                                   | Modifica les dades a Wikidata |
|        | Çò des de Lacao                   | Vila       | casa         | Estil: arquitectura popular 17th century                                              | oc:C. Penicha, Vila                                                                                   | bé integrant del patrimoni cultural català           |                                   | Modifica les dades a Wikidata |
|        | Çò des de Leira                   | Casau      | casa         | Estil: arquitectura popular                                                           | 42° 42′ 22″ N, 0° 47′ 07″ E / 42.706099°N,0.785325°E                                                  | bé integrant del patrimoni cultural català           |                                   | Modifica les dades a Wikidata |
|        | Çò des de Malida                  | Casau      | casa         | Estil: arquitectura popular                                                           | 42° 42′ 20″ N, 0° 47′ 07″ E / 42.705488°N,0.785301°E                                                  | bé integrant del patrimoni cultural català           |                                   | Modifica les dades a Wikidata |
|        | Çò des de Margalida               | Montcorbau | casa         | Estil: arquitectura popular arquitectura gòtica No/unknown value                      | 42° 43′ 52″ N, 0° 47′ 25″ E / 42.73114°N,0.7902°E oc:C. Sant Estèue, 12, Montcorbau                   | bé integrant del patrimoni cultural català           |                                   | Modifica les dades a Wikidata |
|        | Çò des de Marianna                | Betren     | casa         | Estil: arquitectura popular                                                           | | bé integrant del patrimoni cultural català           |                                   | Modifica les dades a Wikidata |
|        | Çò des de Masia                   | Betlan     | casa         | Estil: arquitectura popular                                                           | | bé integrant del patrimoni cultural català           |                                   | Modifica les dades a Wikidata |
|        | Çò des de Menjuc                  | Casau      | casa         | Estil: arquitectura popular                                                           | 42° 42′ 21″ N, 0° 47′ 07″ E / 42.705867°N,0.785391°E                                                  | bé integrant del patrimoni cultural català           |                                   | Modifica les dades a Wikidata |
|        | Çò des de Minjon                  | Vilac      | casa         | Estil: arquitectura popular                                                           | | bé integrant del patrimoni cultural català           |                                   | Modifica les dades a Wikidata |
|        | Çò des de Monda                   | Escunhau   | casa         | Estil: arquitectura popular arquitectura del Renaixement Estat: enderrocat o destruït | 42° 41′ 51″ N, 0° 49′ 32″ E / 42.697635°N,0.825437°E                                                  | bé integrant del patrimoni cultural català           |                                   | Modifica les dades a Wikidata |
|        | Çò des de Paula                   | Vilac      | casa         | Estil: arquitectura popular                                                           | 42° 43′ 19″ N, 0° 47′ 57″ E / 42.722058°N,0.79907°E                                                   | bé integrant del patrimoni cultural català           |                                   | Modifica les dades a Wikidata |
|        | Çò des de Pedrò                   | Vilac      | casa         | Estil: arquitectura popular                                                           | 42° 43′ 18″ N, 0° 47′ 58″ E / 42.721554°N,0.799376°E                                                  | bé integrant del patrimoni cultural català           |                                   | Modifica les dades a Wikidata |
|        | Çò des de Pishon                  | Betlan     | casa         | Estil: arquitectura popular 19th century                                              | 42° 43′ 42″ N, 0° 47′ 15″ E / 42.728227°N,0.787423°E ca:C. Sant Antoni, 9, Betlan 1051 msnm           | bé integrant del patrimoni cultural català           |                                   | Modifica les dades a Wikidata |
|        | Çò des de Ponin                   | Montcorbau | casa         | Estil: arquitectura popular                                                           | 42° 43′ 53″ N, 0° 47′ 25″ E / 42.731363888889°N,0.79015555555556°E 1207 msnm                          | bé integrant del patrimoni cultural català           | Çò des de Ponin                   | Modifica les dades a Wikidata |
|        | Çò des de Predo                   | Casarilh   | casa         | Estil: arquitectura popular                                                           | 42° 41′ 58″ N, 0° 49′ 52″ E / 42.699455555556°N,0.83111666666667°E 1046 msnm                          | bé integrant del patrimoni cultural català           | Çò des de Predo                   | Modifica les dades a Wikidata |
|        | Çò des de Rodès                   | Viella     | casa         | Estil: arquitectura del Renaixement                                                   | 42° 42′ 02″ N, 0° 47′ 39″ E / 42.700555555556°N,0.79416666666667°E                                    | bé cultural d'interès local                          | Çò des de Rodès                   | Modifica les dades a Wikidata |
|        | Çò des de Sabater                 | Viella     | casa         | Estil: arquitectura popular 19th century                                              | 42° 42′ 03″ N, 0° 47′ 38″ E / 42.70075°N,0.79394°E oc:C. des de Rodès, 4                              | bé integrant del patrimoni cultural català           |                                   | Modifica les dades a Wikidata |
|        | Çò des de Sancho                  | Betren     | casa         | Estil: arquitectura popular 18th century                                              | oc:C. Sant Sernilh, Betren                                                                            | bé integrant del patrimoni cultural català           |                                   | Modifica les dades a Wikidata |
|        | Çò des de Sant Pèr                | Casau      | casa         | Estil: arquitectura popular                                                           | 42° 42′ 17″ N, 0° 47′ 10″ E / 42.704743°N,0.786113°E                                                  | bé integrant del patrimoni cultural català           |                                   | Modifica les dades a Wikidata |
|        | Çò des de Simonet                 | Viella     | casa         | Estil: arquitectura popular 17th century                                              | 42° 42′ 04″ N, 0° 47′ 40″ E / 42.70113°N,0.79444°E oc:C. Major, 13-15, 20                             | bé integrant del patrimoni cultural català           |                                   | Modifica les dades a Wikidata |
|        | Çò des de Sòpena                  | Viella     | casa         | Estil: arquitectura popular                                                           | 42° 42′ 05″ N, 0° 47′ 39″ E / 42.701352777778°N,0.79416944444444°E 977 msnm                           | bé integrant del patrimoni cultural català           | Çò des de Sòpena                  | Modifica les dades a Wikidata |
|        | Çò des deth Teishinehèr           | Casarilh   | casa         | Estil: arquitectura popular                                                           | 42° 41′ 58″ N, 0° 49′ 54″ E / 42.699355555556°N,0.83178611111111°E 1049 msnm                          | bé integrant del patrimoni cultural català           | Çò des deth Teishinehèr           | Modifica les dades a Wikidata |

## collada
| imatge | Nom                 | Ubicat a                   | instància de | Detalls | coordenades | Protecció | Commons (més fotos) | Dades a WD                    |
| ------ | ------------------- | -------------------------- | ------------ | ------- | --- | --------- | ------------------- | ----------------------------- |
|        | Coll de Barracomica | Vielha e Mijaran Canejan   | collada      |         | 42° 47′ 23″ N, 0° 45′ 40″ E / 42.789722222222°N,0.76111111111111°E                                                        |           |                     | Modifica les dades a Wikidata |
|        | Collado de Comicha  | Vielha e Mijaran           | collada      |         | 42° 45′ 39″ N, 0° 47′ 26″ E / 42.760833333333°N,0.79055555555556°E                                                        |           |                     | Modifica les dades a Wikidata |
|        | Còth de Varradòs    | Naut Aran Vielha e Mijaran | collada      |         | 42° 45′ 31″ N, 0° 53′ 15″ E / 42.758657°N,0.887377°E 2048 msnm                                                            |           | Còth de Varradòs    | Modifica les dades a Wikidata |
|        | Pòrt de Vielha      | Vielha e Mijaran           | collada      |         | 42° 38′ 41″ N, 0° 45′ 42″ E / 42.6448°N,0.761663°E 2443 msnm                                                              |           | Pòrt de Vielha      | Modifica les dades a Wikidata |
|        | port de la Picada   | Vielha e Mijaran Benasc    | collada      |         | 42° 41′ 22″ N, 0° 39′ 37″ E / 42.68937778°N,0.66026111°E 42° 41′ 17″ N, 0° 39′ 36″ E / 42.688055555556°N,0.66°E 2477 msnm |           | Port de la Picada   | Modifica les dades a Wikidata |

## curs d'aigua
| imatge | Nom                 | Ubicat a                                                      | instància de     | Detalls                       | coordenades | Protecció | Commons (més fotos) | Dades a WD                    |
| ------ | ------------------- | ------------------------------------------------------------- | ---------------- | ----------------------------- | --- | --------- | ------------------- | ----------------------------- |
|        | Noguera Ribagorçana | Vall d'Aran Alta Ribagorça Pallars Jussà Noguera Segrià Aragó | curs d'aigua     | Desemboca: Segre Llarg: 133km | 42° 37′ 36″ N, 0° 42′ 21″ E / 42.6267°N,0.7058°E 41° 40′ 29″ N, 0° 42′ 22″ E / 41.6747°N,0.7061°E                                     |           | Noguera Ribagorçana | Modifica les dades a Wikidata |
|        | arriu Unhòla        | Vielha e Mijaran Naut Aran                                    | curs d'aigua riu | Desemboca: Garona Llarg: 16km | 42° 44′ 02″ N, 0° 54′ 49″ E / 42.733930555556°N,0.91355833333333°E 42° 42′ 35″ N, 0° 54′ 15″ E / 42.709722222222°N,0.90416666666667°E |           | Unhòla river        | Modifica les dades a Wikidata |
|        | riu Nere            | Vielha e Mijaran                                              | curs d'aigua     | Desemboca: Garona             | 42° 42′ 12″ N, 0° 47′ 51″ E / 42.703253°N,0.797455°E 42° 38′ 51″ N, 0° 43′ 43″ E / 42.647539°N,0.728562°E                             |           | Nere River          | Modifica les dades a Wikidata |

## edifici
| imatge | Nom                                                           | Ubicat a         | instància de  | Detalls                                                                          | coordenades                                                                              | Protecció                                  | Commons (més fotos)                      | Dades a WD                    |
| ------ | ------------------------------------------------------------- | ---------------- | ------------- | -------------------------------------------------------------------------------- | ---------------------------------------------------------------------------------------- | ------------------------------------------ | ---------------------------------------- | ----------------------------- |
|        | Abeurador amb estela paleocristiana de Mont                   | Vielha e Mijaran | edifici       | Estil: art paleocristià No/unknown value                                         | 42° 43′ 40″ N, 0° 47′ 47″ E / 42.72764°N,0.796298°E oc:C. dera Hònt, Mont                | bé integrant del patrimoni cultural català |                                          | Modifica les dades a Wikidata |
|        | Casa Ademar                                                   | Arròs            | edifici palau | Estil: arquitectura gòtica arquitectura del Renaixement arquitectura neoclàssica | 42° 44′ 17″ N, 0° 45′ 42″ E / 42.738063°N,0.761799°E 954 msnm                            | bé cultural d'interès local                | Casa Ademar                              | Modifica les dades a Wikidata |
|        | Cases des Menes de Liat                                       | Vielha e Mijaran | edifici       |                                                                                  | 42° 47′ 44″ N, 0° 52′ 21″ E / 42.795468804931°N,0.87243349938455°E                       |                                            |                                          | Modifica les dades a Wikidata |
|        | Era Cramba                                                    | Vielha e Mijaran | edifici       |                                                                                  | 42° 43′ 37″ N, 0° 44′ 21″ E / 42.7269589277761°N,0.739270991086521°E                     |                                            |                                          | Modifica les dades a Wikidata |
|        | Hostal Sant Joan d'Arròs                                      | Vielha e Mijaran | edifici       | Estil: arquitectura popular                                                      | 42° 45′ 32″ N, 0° 46′ 07″ E / 42.75882°N,0.768514°E ca:Bordes de Sant Joan               | bé integrant del patrimoni cultural català |                                          | Modifica les dades a Wikidata |
|        | Parador de Vielha                                             | Vielha e Mijaran | edifici       |                                                                                  | 42° 41′ 59″ N, 0° 47′ 23″ E / 42.6996866066295°N,0.789730501413012°E 1116 msnm           |                                            | Parador de Vielha                        | Modifica les dades a Wikidata |
|        | edifici de la Caixa de Pensions per a la Vellesa i d'Estalvis | Viella           | edifici       | Arquitecte: Josep Maria Pericas i Morros Estil: noucentisme 20th century         | 42° 42′ 05″ N, 0° 47′ 47″ E / 42.70143°N,0.7965°E oc:Av. deth Pas d'Arrò, 7 - c. Espitau | bé integrant del patrimoni cultural català | Edifici de La Caixa de Pensions (Vielha) | Modifica les dades a Wikidata |

## entitat municipal descentralitzada
| imatge | Nom                 | Ubicat a         | instància de                       | Detalls | coordenades                                          | Protecció | Commons (més fotos) | Dades a WD                    |
| ------ | ------------------- | ---------------- | ---------------------------------- | ------- | ---------------------------------------------------- | --------- | ------------------- | ----------------------------- |
|        | Arròs e Vila        | Vielha e Mijaran | entitat municipal descentralitzada | 168 hab | 42° 44′ 15″ N, 0° 46′ 06″ E / 42.737502°N,0.768199°E |           |                     | Modifica les dades a Wikidata |
|        | Aubèrt e Betlan     | Vielha e Mijaran | entitat municipal descentralitzada | 326 hab | 42° 43′ 47″ N, 0° 47′ 19″ E / 42.729814°N,0.788738°E |           |                     | Modifica les dades a Wikidata |
|        | Escunhau e Casarilh | Vielha e Mijaran | entitat municipal descentralitzada | 195 hab | 42° 41′ 55″ N, 0° 49′ 41″ E / 42.698483°N,0.828139°E |           |                     | Modifica les dades a Wikidata |

## entitat singular de població
| imatge | Nom        | Ubicat a                     | instància de                                                    | Detalls                              | coordenades                                                                  | Protecció                                  | Commons (més fotos)      | Dades a WD                    |
| ------ | ---------- | ---------------------------- | --------------------------------------------------------------- | ------------------------------------ | ---------------------------------------------------------------------------- | ------------------------------------------ | ------------------------ | ----------------------------- |
|        | Arròs      | Vielha e Mijaran             | entitat singular de població                                    | Estil: arquitectura popular 123 hab  | 42° 44′ 19″ N, 0° 45′ 43″ E / 42.7387°N,0.76194°E 965 msnm                   | bé integrant del patrimoni cultural català | Arròs (Vielha e Mijaran) | Modifica les dades a Wikidata |
|        | Aubèrt     | Vielha e Mijaran             | entitat singular de població                                    | Estil: arquitectura popular 200 hab  | 42° 43′ 52″ N, 0° 46′ 41″ E / 42.731132°N,0.778114°E 920 msnm                | bé integrant del patrimoni cultural català | Aubèrt                   | Modifica les dades a Wikidata |
|        | Betlan     | Vielha e Mijaran             | entitat singular de població                                    | Estil: arquitectura popular 29 hab   | 42° 43′ 41″ N, 0° 47′ 12″ E / 42.72818611°N,0.78653889°E 1047 msnm           | bé integrant del patrimoni cultural català | Betlan                   | Modifica les dades a Wikidata |
|        | Betren     | Vielha e Mijaran             | entitat singular de població entitat municipal descentralitzada | Estil: arquitectura popular 549 hab  | 42° 41′ 51″ N, 0° 48′ 35″ E / 42.69744444°N,0.80970278°E 1007 msnm           | bé integrant del patrimoni cultural català | Betren                   | Modifica les dades a Wikidata |
|        | Casarilh   | Vielha e Mijaran             | entitat singular de població                                    | Estil: arquitectura popular 88 hab   | 42° 41′ 59″ N, 0° 49′ 51″ E / 42.69986°N,0.83077°E 1050 msnm                 | bé integrant del patrimoni cultural català | Casarilh                 | Modifica les dades a Wikidata |
|        | Casau      | Vielha e Mijaran             | entitat singular de població entitat municipal descentralitzada | Estil: arquitectura popular 75 hab   | 42° 42′ 21″ N, 0° 47′ 08″ E / 42.705839°N,0.785481°E 1120 msnm               | bé integrant del patrimoni cultural català | Casau                    | Modifica les dades a Wikidata |
|        | Escunhau   | Vielha e Mijaran             | entitat singular de població                                    | Estil: arquitectura popular 111 hab  | 42° 41′ 50″ N, 0° 49′ 27″ E / 42.69725°N,0.82428055555556°E 1035 msnm        | bé integrant del patrimoni cultural català | Escunhau                 | Modifica les dades a Wikidata |
|        | Gausac     | Vielha e Mijaran             | entitat singular de població entitat municipal descentralitzada | Estil: arquitectura popular 546 hab  | 42° 42′ 30″ N, 0° 47′ 27″ E / 42.70846667°N,0.79078889°E 1020 msnm           | bé integrant del patrimoni cultural català | Gausac                   | Modifica les dades a Wikidata |
|        | Mont       | Vielha e Mijaran Vall d'Aran | entitat singular de població                                    | Estil: arquitectura popular 101 hab  | 42° 43′ 38″ N, 0° 47′ 46″ E / 42.72715°N,0.796°E 1220 msnm                   | bé integrant del patrimoni cultural català | Mont (Vielha e Mijaran)  | Modifica les dades a Wikidata |
|        | Montcorbau | Vielha e Mijaran             | entitat singular de població                                    | Estil: arquitectura popular 22 hab   | 42° 43′ 53″ N, 0° 47′ 27″ E / 42.731442°N,0.790729°E 1206 msnm               | bé integrant del patrimoni cultural català | Montcorbau               | Modifica les dades a Wikidata |
|        | Viella     | Vielha e Mijaran             | entitat singular de població capital municipal                  | Estil: arquitectura popular 3657 hab | 42° 42′ 08″ N, 0° 47′ 45″ E / 42.70234722°N,0.79581389°E 900 msnm            | bé integrant del patrimoni cultural català | Vielha                   | Modifica les dades a Wikidata |
|        | Vila       | Vielha e Mijaran             | entitat singular de població                                    | Estil: arquitectura popular 63 hab   | 42° 44′ 11″ N, 0° 46′ 35″ E / 42.736438888889°N,0.77626944444444°E 1071 msnm | bé integrant del patrimoni cultural català | Vila (Vielha e Mijaran)  | Modifica les dades a Wikidata |
|        | Vilac      | Vielha e Mijaran             | entitat singular de població entitat municipal descentralitzada | Estil: arquitectura popular 229 hab  | 42° 43′ 18″ N, 0° 47′ 53″ E / 42.721594444444°N,0.79814722222222°E 1047 msnm | bé integrant del patrimoni cultural català | Vilac                    | Modifica les dades a Wikidata |

## església
| imatge | Nom                                        | Ubicat a         | instància de     | Detalls                                                       | coordenades | Protecció                                  | Commons (més fotos)                        | Dades a WD                    |
| ------ | ------------------------------------------ | ---------------- | ---------------- | ------------------------------------------------------------- | --- | ------------------------------------------ | ------------------------------------------ | ----------------------------- |
|        | Capella de Santa Bàrbara                   | Vielha e Mijaran | església         | Estil: arquitectura popular                                   | | bé integrant del patrimoni cultural català |                                            | Modifica les dades a Wikidata |
|        | Mair de Diu des Nhèus                      | Vielha e Mijaran | església capella |                                                               | 42° 42′ 33″ N, 0° 44′ 40″ E / 42.7090862084401°N,0.744401271515221°E                                                    |                                            |                                            | Modifica les dades a Wikidata |
|        | Mare de Déu de la Pietat                   | Viella           | església capella | Estil: arquitectura popular                                   | 42° 41′ 59″ N, 0° 47′ 39″ E / 42.699727777778°N,0.79423611111111°E 988 msnm                                             | bé integrant del patrimoni cultural català | Mare de Déu de la Pietat (Vielha)          | Modifica les dades a Wikidata |
|        | Mare de Déu del Pilar                      | Arròs            | església capella | Estil: arquitectura popular                                   | 42° 44′ 21″ N, 0° 45′ 36″ E / 42.739107°N,0.760038°E                                                                    | bé integrant del patrimoni cultural català |                                            | Modifica les dades a Wikidata |
|        | Mare de Déu del Roser d'Aubèrt             | Aubèrt           | església         | Estil: arquitectura romànica arquitectura del Renaixement     | 42° 43′ 51″ N, 0° 46′ 40″ E / 42.730844444444°N,0.77778888888889°E 913 msnm                                             | bé integrant del patrimoni cultural català | Mare de Déu del Roser d'Aubèrt             | Modifica les dades a Wikidata |
|        | Mare de Déu dels Desemparats de Montcorbau | Vielha e Mijaran | església ermita  | Estil: arquitectura popular                                   | 42° 44′ 00″ N, 0° 47′ 23″ E / 42.733213888889°N,0.78977777777778°E 1280 msnm                                            | bé integrant del patrimoni cultural català | Mare de Déu dels Desamparats de Montcorbau | Modifica les dades a Wikidata |
|        | Sant Andreu de Casau                       | Casau            | església         | Estil: arquitectura romànica arquitectura gòtica              | 42° 42′ 23″ N, 0° 47′ 11″ E / 42.706487°N,0.786446°E 1112 msnm                                                          | bé integrant del patrimoni cultural català | Sant Andreu de Casau                       | Modifica les dades a Wikidata |
|        | Sant Esteve de Betren                      | Betren           | església         | Estil: arquitectura gòtica                                    | 42° 41′ 52″ N, 0° 48′ 31″ E / 42.697647°N,0.80849°E 1004 msnm                                                           | bé cultural d'interès local                | Sant Estèue de Betren                      | Modifica les dades a Wikidata |
|        | Sant Esteve de Montcorbau                  | Montcorbau       | església         | Estil: arquitectura romànica arquitectura gòtica              | 42° 43′ 52″ N, 0° 47′ 23″ E / 42.731227°N,0.789765°E 1206 msnm                                                          | bé integrant del patrimoni cultural català | Sant Esteve de Montcorbau                  | Modifica les dades a Wikidata |
|        | Sant Feliu de Vilac                        | Vilac            | església         | Estil: arquitectura gòtica                                    | 42° 43′ 19″ N, 0° 47′ 52″ E / 42.721929°N,0.797803°E                                                                    | bé cultural d'interès local                | Sant Feliu de Vilac                        | Modifica les dades a Wikidata |
|        | Sant Joan d'Arròs                          | Arròs            | església capella | Estil: arquitectura popular                                   | 42° 45′ 32″ N, 0° 46′ 07″ E / 42.7587809°N,0.76851725°E ca:Camí de Barradòs a Vilamòs                                   | bé integrant del patrimoni cultural català |                                            | Modifica les dades a Wikidata |
|        | Sant Martí d'Aubèrt                        | Aubèrt           | església         | Estil: arquitectura romànica arquitectura gòtica 13rd century | 42° 43′ 58″ N, 0° 46′ 35″ E / 42.732834°N,0.77632°E ca:sortida d'Aubèrt al peu de la carretera de Vila i Arròs 925 msnm | bé cultural d'interès local                | Sant Martí d'Aubèrt                        | Modifica les dades a Wikidata |
|        | Sant Martí de Casarilh                     | Casarilh         | església         | Estil: arquitectura romànica                                  | 42° 41′ 59″ N, 0° 49′ 49″ E / 42.699591°N,0.830411°E 1041 msnm                                                          | bé integrant del patrimoni cultural català | Sant Martí de Casarilh                     | Modifica les dades a Wikidata |
|        | Sant Miquel de Vila                        | Vila             | església         | Estil: arquitectura del Renaixement arquitectura popular      | 42° 44′ 10″ N, 0° 46′ 46″ E / 42.73607°N,0.77945°E                                                                      | bé cultural d'interès local                |                                            | Modifica les dades a Wikidata |
|        | Sant Pau de Mont                           | Mont             | església         | Estil: arquitectura romànica arquitectura barroca             | 42° 43′ 39″ N, 0° 47′ 42″ E / 42.727564°N,0.794949°E 1218 msnm                                                          | bé integrant del patrimoni cultural català | Sant Pau de Mont                           | Modifica les dades a Wikidata |
|        | Sant Pere de Betlan                        | Betlan           | església         | Estil: arquitectura romànica 11st century                     | 42° 43′ 42″ N, 0° 47′ 09″ E / 42.728323°N,0.785915°E oc:C. de Sant Pèir, Betlan 1043 msnm                               | bé integrant del patrimoni cultural català | Sant Pere de Betlan                        | Modifica les dades a Wikidata |
|        | Sant Pere de Vila                          | Vila             | església         | Estil: arquitectura neoclàssica                               | 42° 44′ 12″ N, 0° 46′ 35″ E / 42.736574°N,0.776444°E                                                                    | bé integrant del patrimoni cultural català |                                            | Modifica les dades a Wikidata |
|        | Sant Sadurní de Betren                     | Betren           | església         | Estil: arquitectura romànica arquitectura del Renaixement     | 42° 41′ 52″ N, 0° 48′ 24″ E / 42.697777777778°N,0.80666666666667°E                                                      | bé integrant del patrimoni cultural català | Sant Sadurní de Betren                     | Modifica les dades a Wikidata |
|        | Santa Eulàlia d'Arròs                      | Arròs            | església         | Estil: arquitectura gòtica arquitectura barroca               | 42° 44′ 16″ N, 0° 45′ 45″ E / 42.73773°N,0.76245°E 956 msnm                                                             | bé cultural d'interès local                | Santa Eulàlia d'Arròs                      | Modifica les dades a Wikidata |
|        | Santa Maria de Mijaran                     | Viella           | església         | Estil: arquitectura romànica                                  | 42° 42′ 38″ N, 0° 47′ 46″ E / 42.710555555556°N,0.79611111111111°E                                                      | bé cultural d'interès local                | Santa Maria de Mijaran                     | Modifica les dades a Wikidata |
|        | capella de Sant Antoni                     | Casarilh         | església         | Estil: arquitectura neoclàssica 18th century                  | 42° 41′ 58″ N, 0° 49′ 53″ E / 42.69938°N,0.83139°E oc:C. Major, 13, Casarilh                                            | bé integrant del patrimoni cultural català |                                            | Modifica les dades a Wikidata |
|        | capella de Santa Quitèria                  | Vielha e Mijaran | església capella | Estil: arquitectura barroca                                   | 42° 37′ 37″ N, 0° 45′ 50″ E / 42.626972°N,0.763856°E ca:Carretera N-230, boca Sud de l'antic Túnel de Vielha 1620 msnm  | bé integrant del patrimoni cultural català | Capella de Santa Quitèria                  | Modifica les dades a Wikidata |
|        | capella de l'Artiga de Lin                 | Vielha e Mijaran | església ermita  | Estil: arquitectura popular 20th century                      | 42° 41′ 49″ N, 0° 42′ 27″ E / 42.696869°N,0.707482°E ca:Camí de l'Artiga de Lin 1231 msnm                               | bé integrant del patrimoni cultural català | Capèla dera Artiga de Lin                  | Modifica les dades a Wikidata |
|        | capella del Roser de Mont                  | Mont             | església         |                                                               | 42° 43′ 38″ N, 0° 47′ 50″ E / 42.727121°N,0.797262°E 1231 msnm                                                          | bé integrant del patrimoni cultural català | Capella del Roser de Mont                  | Modifica les dades a Wikidata |
|        | església de Sant Martí                     | Gausac           | església         | Estil: arquitectura gòtica                                    | 42° 42′ 27″ N, 0° 47′ 32″ E / 42.7075°N,0.79222222222222°E                                                              | bé integrant del patrimoni cultural català | Sant Martí de Gausac                       | Modifica les dades a Wikidata |
|        | església de Sant Miquel                    | Viella           | església         |                                                               | 42° 42′ 05″ N, 0° 47′ 45″ E / 42.701316°N,0.795869°E 900 msnm                                                           | bé integrant del patrimoni cultural català | Sant Miquèu de Vielha                      | Modifica les dades a Wikidata |
|        | església de Sant Pere                      | Escunhau         | església         | Estil: arquitectura romànica arquitectura gòtica              | 42° 41′ 48″ N, 0° 49′ 30″ E / 42.696666666667°N,0.825°E                                                                 | bé integrant del patrimoni cultural català | Sant Pere d'Escunhau                       | Modifica les dades a Wikidata |

## font
| imatge | Nom                                      | Ubicat a         | instància de | Detalls                     | coordenades                                                                              | Protecció                                  | Commons (més fotos)                      | Dades a WD                    |
| ------ | ---------------------------------------- | ---------------- | ------------ | --------------------------- | ---------------------------------------------------------------------------------------- | ------------------------------------------ | ---------------------------------------- | ----------------------------- |
|        | Era Hònt dera Plaça                      | Vilac            | font         | Estil: arquitectura popular | 42° 43′ 17″ N, 0° 47′ 58″ E / 42.72138°N,0.799317°E ca:Pl. Carrèra                       | bé integrant del patrimoni cultural català |                                          | Modifica les dades a Wikidata |
|        | Era Hònt dera plaça dera Glèisa de Vilac | Vilac            | font         | Estil: arquitectura popular | 42° 43′ 19″ N, 0° 47′ 53″ E / 42.721817°N,0.798172°E ca:Pl. dera Glèisa, Vilac 1049 msnm | bé integrant del patrimoni cultural català | Era Hònt dera plaça dera Glèisa de Vilac | Modifica les dades a Wikidata |
|        | Uelhs deth Joèu                          | Vielha e Mijaran | font         |                             | 42° 40′ 55″ N, 0° 42′ 27″ E / 42.681994°N,0.707621°E 1378 msnm                           |                                            | Uelhs deth Joèu                          | Modifica les dades a Wikidata |
|        | hònt Nera                                | Vielha e Mijaran | font         |                             | 42° 41′ 32″ N, 0° 45′ 16″ E / 42.6921560163853°N,0.754438231946513°E                     |                                            |                                          | Modifica les dades a Wikidata |
|        | hònt dera Espòna                         | Vielha e Mijaran | font         |                             | 42° 38′ 22″ N, 0° 45′ 20″ E / 42.6393475363274°N,0.75566822486518°E                      |                                            |                                          | Modifica les dades a Wikidata |
|        | hònt deth Plan dera Artiga               | Vielha e Mijaran | font         |                             | 42° 40′ 50″ N, 0° 42′ 20″ E / 42.680583861555°N,0.70549230950828°E                       |                                            |                                          | Modifica les dades a Wikidata |
|        | hònt deth Sofre                          | Vielha e Mijaran | font         |                             | 42° 44′ 49″ N, 0° 45′ 36″ E / 42.7470326702897°N,0.759971542539377°E                     |                                            |                                          | Modifica les dades a Wikidata |

## llac
| imatge | Nom              | Ubicat a         | instància de                                                                              | Detalls                                                 | coordenades                                                    | Protecció | Commons (més fotos) | Dades a WD                    |
| ------ | ---------------- | ---------------- | ----------------------------------------------------------------------------------------- | ------------------------------------------------------- | -------------------------------------------------------------- | --------- | ------------------- | ----------------------------- |
|        | Estany de Vielha | Vielha e Mijaran | llac zona humida àrea protegida Pla d'Espais d'Interès Natural àrea protegida Natura 2000 | 1992 Llarg: 111m Ample: 62m Superfície: 0.47 28.92686ha | 42° 42′ 33″ N, 0° 48′ 50″ E / 42.709273°N,0.813913°E 1638 msnm |           | Estanh de Vielha    | Modifica les dades a Wikidata |
|        | bassa d'Oles     | Vielha e Mijaran | llac zona humida                                                                          | Llarg: 249m Ample: 102m Superfície: 1.68ha              | 42° 42′ 57″ N, 0° 46′ 26″ E / 42.715845°N,0.773793°E 1597 msnm |           | Bassa d'Oles        | Modifica les dades a Wikidata |

## llac glacial
| imatge | Nom                     | Ubicat a                           | instància de             | Detalls                                                      | coordenades                                                                              | Protecció | Commons (més fotos)  | Dades a WD                    |
| ------ | ----------------------- | ---------------------------------- | ------------------------ | ------------------------------------------------------------ | ---------------------------------------------------------------------------------------- | --------- | -------------------- | ----------------------------- |
|        | Estany Long de Liat     | Canejan Naut Aran Vielha e Mijaran | llac glacial zona humida | Llarg: 1030m Ample: 383m Superfície: 27ha Profunditat: 32m   | 42° 48′ 20″ N, 0° 52′ 20″ E / 42.805555555556°N,0.87222222222222°E 2136 msnm             |           | Estanh Long de Liat  | Modifica les dades a Wikidata |
|        | Estany Redon            | Vielha e Mijaran                   | llac glacial zona humida | Llarg: 582m Ample: 527m Superfície: 24.45ha Profunditat: 73m | 42° 38′ 22″ N, 0° 46′ 44″ E / 42.6394°N,0.7788°E 2234 msnm                               |           | Lac Redon            | Modifica les dades a Wikidata |
|        | Lac deth Hòro           | Vielha e Mijaran                   | llac glacial             | Llarg: 258m Ample: 138m Superfície: 2.8ha                    | 42° 38′ 52″ N, 0° 43′ 37″ E / 42.647766°N,0.727059°E ca:capçalera del riu Nere 2055 msnm |           | Lac deth Hòro        | Modifica les dades a Wikidata |
|        | estanh Nere de Uèrri    | Vielha e Mijaran                   | llac glacial             | Llarg: 263m Ample: 204m Superfície: 4.19ha                   | 42° 47′ 32″ N, 0° 50′ 58″ E / 42.79233520329°N,0.84930996524775°E 2271 msnm              |           | Estanh Nere de Uèrri | Modifica les dades a Wikidata |
|        | estanh de Guarbes       | Vielha e Mijaran                   | llac glacial             |                                                              | 42° 47′ 10″ N, 0° 46′ 43″ E / 42.7860550367386°N,0.778663320355415°E 2091 msnm           |           |                      | Modifica les dades a Wikidata |
|        | estanh de Pica Palomèra | Vielha e Mijaran                   | llac glacial zona humida | Llarg: 346m Ample: 182m Superfície: 4.9ha Profunditat: 10m   | 42° 47′ 33″ N, 0° 52′ 04″ E / 42.792464°N,0.867839°E 2307 msnm                           |           |                      | Modifica les dades a Wikidata |
|        | estanh dera Solana      | Vielha e Mijaran                   | llac glacial             |                                                              | 42° 45′ 21″ N, 0° 49′ 08″ E / 42.755738576706°N,0.8188056368656°E 2085 msnm              |           |                      | Modifica les dades a Wikidata |
|        | estanh des Trueites     | Vielha e Mijaran                   | llac glacial             | Llarg: 115m Ample: 98m Superfície: 0.91ha                    | 42° 44′ 45″ N, 0° 52′ 09″ E / 42.745834°N,0.869235°E 2307 msnm                           |           | Estanh des Trueites  | Modifica les dades a Wikidata |
|        | estanho d'Escunhau      | Vielha e Mijaran                   | llac glacial             |                                                              | 42° 39′ 16″ N, 0° 49′ 35″ E / 42.6543090682017°N,0.826364402734483°E 1996 msnm           |           |                      | Modifica les dades a Wikidata |
|        | estanhon de Costalies   | Vielha e Mijaran                   | llac glacial             |                                                              | 42° 39′ 43″ N, 0° 43′ 33″ E / 42.662076604659°N,0.72569511249172°E 2209 msnm             |           |                      | Modifica les dades a Wikidata |
|        | estanhon de Cuenques    | Vielha e Mijaran                   | llac glacial             |                                                              | 42° 40′ 27″ N, 0° 44′ 18″ E / 42.6742083121985°N,0.738390276339903°E 2143 msnm           |           |                      | Modifica les dades a Wikidata |
|        | estanhons de Baish      | Vielha e Mijaran                   | llac glacial             |                                                              | 42° 47′ 20″ N, 0° 51′ 24″ E / 42.788873112268°N,0.85676555419716°E 2285 msnm             |           |                      | Modifica les dades a Wikidata |
|        | estanhons de Conangles  | Vielha e Mijaran                   | llac glacial             |                                                              | 42° 37′ 18″ N, 0° 48′ 06″ E / 42.6217688375551°N,0.801586219790444°E 2449 msnm           |           |                      | Modifica les dades a Wikidata |
|        | estanhons des Pois      | Vielha e Mijaran                   | llac glacial zona humida |                                                              | 42° 39′ 15″ N, 0° 42′ 25″ E / 42.654258°N,0.706849°E 2050 msnm                           |           |                      | Modifica les dades a Wikidata |
|        | estanhs dera Pincèla    | Vielha e Mijaran                   | llac glacial             |                                                              | 42° 44′ 41″ N, 0° 52′ 18″ E / 42.744816°N,0.871574°E 2321 msnm                           |           |                      | Modifica les dades a Wikidata |
|        | estanhòla des Armèros   | Vielha e Mijaran                   | llac glacial             |                                                              | 42° 46′ 48″ N, 0° 52′ 14″ E / 42.780112°N,0.870499°E 2299 msnm                           |           |                      | Modifica les dades a Wikidata |
|        | estanhòt d'Auba         | Vielha e Mijaran                   | llac glacial             |                                                              | 42° 40′ 40″ N, 0° 43′ 50″ E / 42.6777894744466°N,0.730510607673434°E 2044 msnm           |           |                      | Modifica les dades a Wikidata |

## menhir
| imatge | Nom              | Ubicat a         | instància de | Detalls | coordenades                                                          | Protecció | Commons (més fotos) | Dades a WD                    |
| ------ | ---------------- | ---------------- | ------------ | ------- | -------------------------------------------------------------------- | --------- | ------------------- | ----------------------------- |
|        | Eth Santet       | Vielha e Mijaran | menhir       |         | 42° 36′ 44″ N, 0° 45′ 55″ E / 42.6122703115499°N,0.765394661587784°E |           |                     | Modifica les dades a Wikidata |
|        | Pèira de Mijaran | Vielha e Mijaran | menhir       |         | 42° 42′ 32″ N, 0° 47′ 49″ E / 42.708814°N,0.79683°E 948 msnm         |           | Pèira de Mijaran    | Modifica les dades a Wikidata |

## molí d'aigua
| imatge | Nom                | Ubicat a | instància de | Detalls                                  | coordenades                                                                                      | Protecció                                  | Commons (més fotos) | Dades a WD                    |
| ------ | ------------------ | -------- | ------------ | ---------------------------------------- | ------------------------------------------------------------------------------------------------ | ------------------------------------------ | ------------------- | ----------------------------- |
|        | Era Mòla           | Vilac    | molí d'aigua | Estil: arquitectura popular 19th century | 42° 43′ 09″ N, 0° 48′ 10″ E / 42.7192250370322°N,0.80270259306767°E oc:Vilac                     | bé integrant del patrimoni cultural català |                     | Modifica les dades a Wikidata |
|        | Era Mòla de Betren | Betren   | molí d'aigua | Estil: arquitectura popular 19th century | 42° 41′ 53″ N, 0° 48′ 32″ E / 42.698°N,0.8089°E ca:Riu Garona, Betren                            | bé cultural d'interès local                | Mòla de Betren      | Modifica les dades a Wikidata |
|        | Era Mòla de Naut   | Vilac    | molí d'aigua | Estil: arquitectura popular              |                                                                                                  | bé cultural d'interès local                |                     | Modifica les dades a Wikidata |
|        | Era de Vielha      | Viella   | molí d'aigua | Estil: arquitectura popular 19th century | 42° 42′ 02″ N, 0° 47′ 40″ E / 42.700619444444°N,0.79454722222222°E oc:C. Sarriulèra, 26 981 msnm | bé integrant del patrimoni cultural català | Era de Vielha       | Modifica les dades a Wikidata |

## muntanya
| imatge | Nom                       | Ubicat a                                       | instància de | Detalls | coordenades | Protecció | Commons (més fotos)       | Dades a WD                    |
| ------ | ------------------------- | ---------------------------------------------- | ------------ | ------- | --- | --------- | ------------------------- | ----------------------------- |
|        | Cap dera Picada           | Vielha e Mijaran                               | muntanya     |         | 42° 41′ 29″ N, 0° 39′ 41″ E / 42.69126389°N,0.66147778°E 2598.1 msnm                                                            |           |                           | Modifica les dades a Wikidata |
|        | Cap dera Sèrra            | Vielha e Mijaran                               | muntanya     |         | 42° 41′ 43″ N, 0° 44′ 19″ E / 42.69514722°N,0.73864722°E 2166.7 msnm                                                            |           |                           | Modifica les dades a Wikidata |
|        | Cap des Cròdos            | Vielha e Mijaran                               | muntanya     |         | 42° 45′ 00″ N, 0° 48′ 35″ E / 42.75004083°N,0.80983611°E 2328 msnm                                                              |           | Cap des Cròdos            | Modifica les dades a Wikidata |
|        | Era Sèrra de Naut         | Vielha e Mijaran                               | muntanya     |         | 42° 40′ 22″ N, 0° 48′ 26″ E / 42.67278889°N,0.80712222°E 2025.5 msnm                                                            |           |                           | Modifica les dades a Wikidata |
|        | Labada de Sarrahèra       | Vielha e Mijaran                               | muntanya     |         | 42° 38′ 59″ N, 0° 47′ 45″ E / 42.649766666667°N,0.79579166666667°E 2501 msnm                                                    |           | Pala de Sarrahèra         | Modifica les dades a Wikidata |
|        | Malh dera Artiga          | Vielha e Mijaran Benasc                        | muntanya     |         | 42° 39′ 31″ N, 0° 41′ 44″ E / 42.658615°N,0.695561°E 2710 msnm                                                                  |           | Malh dera Artiga          | Modifica les dades a Wikidata |
|        | Malh des Pois             | Vielha e Mijaran                               | muntanya     |         | 42° 38′ 36″ N, 0° 42′ 20″ E / 42.6432185354°N,0.705628888897°E 2883 msnm                                                        |           | Malh des Pois             | Modifica les dades a Wikidata |
|        | Malhs de Rius             | Vielha e Mijaran Naut Aran                     | muntanya     |         | 42° 38′ 38″ N, 0° 48′ 30″ E / 42.643787°N,0.80824°E 2634 msnm                                                                   |           | Malhs de Rius             | Modifica les dades a Wikidata |
|        | Montcorbison              | Vielha e Mijaran                               | muntanya     |         | 42° 42′ 28″ N, 0° 45′ 31″ E / 42.7078178721°N,0.758684327977°E 2173 msnm                                                        |           | Montcorbison              | Modifica les dades a Wikidata |
|        | Montpius                  | Vielha e Mijaran                               | muntanya     |         | 42° 41′ 27″ N, 0° 44′ 30″ E / 42.690730555556°N,0.74159722222222°E 2274 msnm                                                    |           | Montpius                  | Modifica les dades a Wikidata |
|        | Penanera                  | Vielha e Mijaran Benasc                        | muntanya     |         | 42° 39′ 54″ N, 0° 41′ 04″ E / 42.665137°N,0.684512°E 2580 msnm                                                                  |           | Penanera                  | Modifica les dades a Wikidata |
|        | Pica Palomèra             | Vielha e Mijaran                               | muntanya     |         | 42° 47′ 48″ N, 0° 51′ 22″ E / 42.79672222°N,0.856025°E 2447.6 msnm                                                              |           |                           | Modifica les dades a Wikidata |
|        | Poi d'Estanho             | Vielha e Mijaran                               | muntanya     |         | 42° 39′ 33″ N, 0° 48′ 55″ E / 42.6593°N,0.815261°E 2390 msnm                                                                    |           | Poi d'Estanho             | Modifica les dades a Wikidata |
|        | Pujoalbo                  | Naut Aran Vielha e Mijaran                     | muntanya     |         | 42° 39′ 19″ N, 0° 50′ 25″ E / 42.655205°N,0.840139°E 2504 msnm                                                                  |           | Pujoalbo                  | Modifica les dades a Wikidata |
|        | Ròca de Sacòsta           | Vielha e Mijaran                               | muntanya     |         | 42° 42′ 59″ N, 0° 45′ 18″ E / 42.71650556°N,0.75509722°E 1851.4 msnm                                                            |           |                           | Modifica les dades a Wikidata |
|        | Ròca des Nau Horats       | Vielha e Mijaran                               | muntanya     |         | 42° 41′ 23″ N, 0° 47′ 32″ E / 42.68976389°N,0.792275°E 1250 msnm                                                                |           |                           | Modifica les dades a Wikidata |
|        | Sierra de Guarbes         | Vielha e Mijaran Canejan                       | muntanya     |         | 42° 47′ 26″ N, 0° 46′ 50″ E / 42.79043°N,0.78045°E                                                                              |           |                           | Modifica les dades a Wikidata |
|        | Tuc d'Arenho              | Naut Aran Vielha e Mijaran                     | muntanya     |         | 42° 44′ 11″ N, 0° 52′ 11″ E / 42.7363°N,0.869733°E 2524 msnm                                                                    |           | Tuc d'Arenho              | Modifica les dades a Wikidata |
|        | Tuc de Cauilha            | Vielha e Mijaran Canejan                       | muntanya     |         | 42° 47′ 19″ N, 0° 48′ 01″ E / 42.78851667°N,0.80017667°E 2351.3 msnm                                                            |           |                           | Modifica les dades a Wikidata |
|        | Tuc de Conangles          | Naut Aran Vielha e Mijaran                     | muntanya     |         | 42° 37′ 37″ N, 0° 48′ 18″ E / 42.62691389°N,0.8051°E 2784 msnm                                                                  |           | Tuc de Conangles          | Modifica les dades a Wikidata |
|        | Tuc de Contesa            | Vielha e Mijaran Vilaller                      | muntanya     |         | 42° 36′ 56″ N, 0° 47′ 19″ E / 42.615515°N,0.788591°E 2780 msnm                                                                  |           | Tuc de Contesa            | Modifica les dades a Wikidata |
|        | Tuc de Guilhèm            | Vielha e Mijaran                               | muntanya     |         | 42° 45′ 22″ N, 0° 48′ 01″ E / 42.75623333°N,0.80020917°E 2393 msnm                                                              |           | Tuc de Guilhèm            | Modifica les dades a Wikidata |
|        | Tuc de Meddia             | Vielha e Mijaran                               | muntanya     |         | 42° 40′ 30″ N, 0° 49′ 33″ E / 42.6749°N,0.825756°E 2207.2 msnm                                                                  |           |                           | Modifica les dades a Wikidata |
|        | Tuc de Molières           | Vielha e Mijaran Benasc                        | muntanya     |         | 42° 37′ 46″ N, 0° 41′ 55″ E / 42.6294790552°N,0.698560841901°E 3010 msnm                                                        |           | Tuc de Molières           | Modifica les dades a Wikidata |
|        | Tuc de Pomèro             | Vielha e Mijaran                               | muntanya     |         | 42° 40′ 30″ N, 0° 40′ 51″ E / 42.67498333°N,0.68085°E 2488 msnm                                                                 |           | Tuc de Pomèro             | Modifica les dades a Wikidata |
|        | Tuc de Samont             | Vielha e Mijaran                               | muntanya     |         | 42° 45′ 05″ N, 0° 51′ 07″ E / 42.751276°N,0.851899°E 2508 msnm                                                                  |           | Tuc de Samont             | Modifica les dades a Wikidata |
|        | Tuc de Sarrahèra          | Vielha e Mijaran Naut Aran                     | muntanya     |         | 42° 38′ 39″ N, 0° 47′ 47″ E / 42.644251°N,0.796356°E capçalera de Valarties 2634 msnm                                           |           | Tuc de Sarrahèra          | Modifica les dades a Wikidata |
|        | Tuc de la Tallada         | Vielha e Mijaran Montanui                      | muntanya     |         | 42° 37′ 00″ N, 0° 43′ 25″ E / 42.616766°N,0.723704°E 2956 msnm                                                                  |           | Pico de la Tallada        | Modifica les dades a Wikidata |
|        | Tuc der Ombrèr            | Naut Aran Vielha e Mijaran                     | muntanya     |         | 42° 43′ 15″ N, 0° 50′ 49″ E / 42.7209°N,0.846847°E 2258 msnm                                                                    |           | Tuc der Ombrèr            | Modifica les dades a Wikidata |
|        | Tuc dera Coma d'Auran     | Vielha e Mijaran                               | muntanya     |         | 42° 45′ 45″ N, 0° 50′ 04″ E / 42.7624°N,0.834509°E 2429 msnm                                                                    |           |                           | Modifica les dades a Wikidata |
|        | Tuc dera Escaleta         | Es Bòrdes Vielha e Mijaran Banhèras de Luishon | muntanya     |         | 42° 41′ 27″ N, 0° 40′ 33″ E / 42.690823°N,0.67596°E 2469 msnm                                                                   |           |                           | Modifica les dades a Wikidata |
|        | Tuc dera Pincèla          | Vielha e Mijaran Naut Aran                     | muntanya     |         | 42° 44′ 34″ N, 0° 52′ 32″ E / 42.7428629004°N,0.875683713178°E 2536 msnm                                                        |           | Tuc dera Pincèla          | Modifica les dades a Wikidata |
|        | Tuc des Armèros           | Vielha e Mijaran                               | muntanya     |         | 42° 46′ 52″ N, 0° 52′ 37″ E / 42.781246°N,0.876909°E 2534 msnm                                                                  |           | Tuc des Armèros           | Modifica les dades a Wikidata |
|        | Tuc des Crabes            | Vielha e Mijaran                               | muntanya     |         | 42° 44′ 55″ N, 0° 51′ 51″ E / 42.7486°N,0.864153°E 2580 msnm                                                                    |           |                           | Modifica les dades a Wikidata |
|        | Tuc des Estanhets         | Naut Aran Vilaller Vielha e Mijaran            | muntanya     |         | 42° 37′ 09″ N, 0° 48′ 25″ E / 42.61923528°N,0.80698889°E 2887 msnm                                                              |           | Tuc des Estanhets         | Modifica les dades a Wikidata |
|        | Tuc des Letassi           | Vielha e Mijaran                               | muntanya     |         | 42° 42′ 14″ N, 0° 45′ 09″ E / 42.70394167°N,0.75245333°E 2177 msnm                                                              |           | Tuc des Letassi           | Modifica les dades a Wikidata |
|        | Tuc des Neres             | Vielha e Mijaran                               | muntanya     |         | 42° 39′ 24″ N, 0° 43′ 12″ E / 42.656656°N,0.720059°E 2583 msnm                                                                  |           | Tuc des Neres             | Modifica les dades a Wikidata |
|        | Tuc deth Pòrt de Vielha   | Vielha e Mijaran                               | muntanya     |         | 42° 38′ 31″ N, 0° 45′ 56″ E / 42.6418637321°N,0.765530738046°E 2606 msnm                                                        |           | Tuc deth Pòrt de Vielha   | Modifica les dades a Wikidata |
|        | Tuca Blanca de Pomèro     | Vielha e Mijaran Benasc                        | muntanya     |         | 42° 40′ 07″ N, 0° 40′ 47″ E / 42.6686°N,0.679717°E 2697 msnm                                                                    |           | Tuca Blanca de Pomèro     | Modifica les dades a Wikidata |
|        | Tuca de Bargues           | Vielha e Mijaran Benasc                        | muntanya     |         | 42° 40′ 07″ N, 0° 40′ 47″ E / 42.668651°N,0.679716°E 2632 msnm                                                                  |           | Tuca de Bargues           | Modifica les dades a Wikidata |
|        | Tuca dera Aubeta          | Naut Aran Vielha e Mijaran                     | muntanya     |         | 42° 38′ 52″ N, 0° 50′ 14″ E / 42.64778611°N,0.83726389°E Sèrra de Rius 2487 msnm                                                |           | Tuca dera Aubeta          | Modifica les dades a Wikidata |
|        | cap deth Hòro de Molières | Vielha e Mijaran Benasc                        | muntanya     |         | 42° 37′ 57″ N, 0° 42′ 03″ E / 42.632402777778°N,0.70085277777778°E 2973 msnm                                                    |           | Cap deth Hòro de Molières | Modifica les dades a Wikidata |
|        | ròca de Tolosa            | Vielha e Mijaran                               | muntanya     |         | 42° 40′ 42″ N, 0° 44′ 35″ E / 42.678425°N,0.74310833°E 2344 msnm                                                                |           | Ròca de Tolosa            | Modifica les dades a Wikidata |
|        | serra de Vilac            | Vielha e Mijaran Naut Aran                     | muntanya     |         | 42° 43′ 31″ N, 0° 50′ 59″ E / 42.72515°N,0.84986°E                                                                              |           |                           | Modifica les dades a Wikidata |
|        | tuc de Cuenques           | Vielha e Mijaran                               | muntanya     |         | 42° 41′ 13″ N, 0° 44′ 28″ E / 42.68705°N,0.74122222°E 2263 msnm                                                                 |           | Tuc de Cuenques           | Modifica les dades a Wikidata |
|        | tuc de Fontana de Vielha  | Vielha e Mijaran Montanui                      | muntanya     |         | 42° 36′ 54″ N, 0° 44′ 42″ E / 42.615066666667°N,0.74495277777778°E 42° 36′ 57″ N, 0° 44′ 42″ E / 42.61573°N,0.74496°E 2581 msnm |           | Tuc de Fontana de Vielha  | Modifica les dades a Wikidata |
|        | tuc de Mieidia            | Vielha e Mijaran                               | muntanya     |         | 42° 42′ 06″ N, 0° 44′ 16″ E / 42.701774°N,0.737643°E 2191.3 msnm                                                                |           | Tuc de Mieidia            | Modifica les dades a Wikidata |
|        | tuc de Montanèro          | Vielha e Mijaran                               | muntanya     |         | 42° 38′ 53″ N, 0° 45′ 39″ E / 42.648094°N,0.760834°E 2585 msnm                                                                  |           | Tuc de Montanèro          | Modifica les dades a Wikidata |
|        | tuc de Sanèla             | Vielha e Mijaran Naut Aran                     | muntanya     |         | 42° 43′ 03″ N, 0° 50′ 04″ E / 42.71748667°N,0.834565°E 2178 msnm                                                                |           | Bonh de Garòs             | Modifica les dades a Wikidata |
|        | tuc des Hemnes            | Vielha e Mijaran                               | muntanya     |         | 42° 38′ 57″ N, 0° 47′ 24″ E / 42.649174°N,0.790032°E 2361 msnm                                                                  |           | Tuc des Hemnes            | Modifica les dades a Wikidata |
|        | tuca de Betren            | Vielha e Mijaran Naut Aran                     | muntanya     |         | 42° 38′ 42″ N, 0° 49′ 13″ E / 42.64493056°N,0.82028611°E Sèrra de Rius 2518 msnm                                                |           |                           | Modifica les dades a Wikidata |

## nucli de població
| imatge | Nom               | Ubicat a                | instància de                                           | Detalls | coordenades                                                                    | Protecció | Commons (més fotos) | Dades a WD                    |
| ------ | ----------------- | ----------------------- | ------------------------------------------------------ | ------- | ------------------------------------------------------------------------------ | --------- | ------------------- | ----------------------------- |
|        | Espitau de Vielha | Vielha e Mijaran Viella | nucli de població nucli d'entitat singular de població | 3 hab   | 42° 37′ 36″ N, 0° 45′ 49″ E / 42.6266896380368°N,0.763659307525493°E 1623 msnm |           |                     | Modifica les dades a Wikidata |
|        | Eth Pònt d'Arròs  | Vielha e Mijaran Arròs  | nucli de població nucli d'entitat singular de població | 20 hab  | 42° 44′ 08″ N, 0° 44′ 55″ E / 42.735470392708°N,0.74866621067303°E 968 msnm    |           |                     | Modifica les dades a Wikidata |
|        | Mijaran           | Vielha e Mijaran Viella | nucli de població nucli d'entitat singular de població | 3 hab   | 42° 42′ 37″ N, 0° 47′ 59″ E / 42.7103472787049°N,0.799638393768482°E 974 msnm  |           |                     | Modifica les dades a Wikidata |
|        | Sant Pèr          | Vielha e Mijaran        | nucli de població                                      |         | 42° 42′ 17″ N, 0° 47′ 11″ E / 42.7047627106107°N,0.786327004577765°E           |           |                     | Modifica les dades a Wikidata |

## oratori
| imatge | Nom                 | Ubicat a         | instància de               | Detalls                                      | coordenades                                                                   | Protecció | Commons (més fotos) | Dades a WD                    |
| ------ | ------------------- | ---------------- | -------------------------- | -------------------------------------------- | ----------------------------------------------------------------------------- | --------- | ------------------- | ----------------------------- |
|        | Eth Santet de Casau | Vielha e Mijaran | oratori refugi de muntanya |                                              | 42° 41′ 56″ N, 0° 44′ 56″ E / 42.699006060486°N,0.748795140281249°E 2018 msnm |           | Eth Santet de Casau | Modifica les dades a Wikidata |
|        | Sant Antòni         | Vielha e Mijaran | oratori                    | Estil: arquitectura neoclàssica 18th century | 42° 43′ 16″ N, 0° 47′ 38″ E / 42.7211246062746°N,0.793781209135678°E          |           |                     | Modifica les dades a Wikidata |

## pont
| imatge | Nom                     | Ubicat a         | instància de | Detalls                                                   | coordenades                                                                                | Protecció                                  | Commons (més fotos) | Dades a WD                    |
| ------ | ----------------------- | ---------------- | ------------ | --------------------------------------------------------- | ------------------------------------------------------------------------------------------ | ------------------------------------------ | ------------------- | ----------------------------- |
|        | Eth Pontauet            | Vielha e Mijaran | pont         |                                                           | 42° 40′ 39″ N, 0° 47′ 10″ E / 42.6775358548203°N,0.786085926833155°E                       |                                            |                     | Modifica les dades a Wikidata |
|        | Palanca deth Pontet     | Vielha e Mijaran | pont         |                                                           | 42° 39′ 37″ N, 0° 46′ 53″ E / 42.6602446402568°N,0.781355779868676°E                       |                                            |                     | Modifica les dades a Wikidata |
|        | Pont d'Arròs            | Vielha e Mijaran | pont         | Estil: arquitectura popular 13rd century Travessa: Garona | 42° 44′ 10″ N, 0° 44′ 47″ E / 42.736228°N,0.746271°E ca:Brancal camí Reiau, Arròs 841 msnm | bé integrant del patrimoni cultural català |                     | Modifica les dades a Wikidata |
|        | Pont de Vielha          | Viella           | pont         | Estil: arquitectura popular Travessa: riu Nere            | 42° 42′ 07″ N, 0° 47′ 44″ E / 42.702013888889°N,0.79550555555556°E 972 msnm                | bé integrant del patrimoni cultural català | Pont de Vielha      | Modifica les dades a Wikidata |
|        | Pont del Molí de Betren | Betren           | pont         | Estil: arquitectura popular Travessa: Garona              | 42° 41′ 54″ N, 0° 48′ 31″ E / 42.698228°N,0.80849°E 988 msnm                               | bé integrant del patrimoni cultural català | Pònt de Betren      | Modifica les dades a Wikidata |
|        | Pont dera Garona        | Viella           | pont         | Estil: arquitectura popular Travessa: Garona              | 42° 42′ 16″ N, 0° 47′ 50″ E / 42.704430555556°N,0.79727777777778°E 960 msnm                | bé integrant del patrimoni cultural català | Pont dera Garona    | Modifica les dades a Wikidata |
|        | Pònt d'Escunhau         | Escunhau         | pont         | Estil: arquitectura popular                               | 42° 41′ 57″ N, 0° 49′ 29″ E / 42.699215°N,0.82483°E 1020 msnm                              | bé integrant del patrimoni cultural català |                     | Modifica les dades a Wikidata |
|        | Pònt de Pomaròla        | Vielha e Mijaran | pont         |                                                           | 42° 41′ 14″ N, 0° 47′ 20″ E / 42.6872806216634°N,0.788949973853008°E                       |                                            |                     | Modifica les dades a Wikidata |
|        | Pònt de Varradòs        | Vielha e Mijaran | pont         |                                                           | 42° 46′ 36″ N, 0° 49′ 57″ E / 42.7765676767824°N,0.83240827489463°E                        |                                            |                     | Modifica les dades a Wikidata |

## refugi de muntanya
| imatge | Nom                                    | Ubicat a         | instància de       | Detalls                       | coordenades | Protecció                                  | Commons (més fotos)                    | Dades a WD                    |
| ------ | -------------------------------------- | ---------------- | ------------------ | ----------------------------- | --- | ------------------------------------------ | -------------------------------------- | ----------------------------- |
|        | Hospital de Sant Nicolau dels Pontells | Vielha e Mijaran | refugi de muntanya | Estil: arquitectura popular   | 42° 37′ 38″ N, 0° 45′ 49″ E / 42.627152777778°N,0.76351944444444°E ca:Boca Sud de (l'antic) Túnel de Viella 1620 msnm | bé integrant del patrimoni cultural català | Hospital de Sant Nicolau dels Pontells | Modifica les dades a Wikidata |
|        | Refugi Molières                        | Vielha e Mijaran | refugi de muntanya |                               | 42° 37′ 42″ N, 0° 43′ 09″ E / 42.628394444444°N,0.71907222222222°E 2390 msnm                                          |                                            |                                        | Modifica les dades a Wikidata |
|        | Refugi d'Artiga de Lin                 | Vielha e Mijaran | refugi de muntanya |                               | 42° 40′ 43″ N, 0° 42′ 17″ E / 42.678537°N,0.704707°E 1465 msnm                                                        |                                            | Refugi d'Artiga de Lin                 | Modifica les dades a Wikidata |
|        | Refugi de Conangles                    | Vielha e Mijaran | refugi de muntanya | Hi passa: GR 11 Pedals de Foc | 42° 36′ 55″ N, 0° 46′ 06″ E / 42.615234°N,0.768221°E Vall de Barravés 1555.6 msnm                                     |                                            | Refugi de Conangles                    | Modifica les dades a Wikidata |
|        | Refugi de la Bassa d'Oles              | Gausac           | refugi de muntanya |                               | 42° 42′ 54″ N, 0° 46′ 26″ E / 42.71488889°N,0.77388889°E 1599 msnm                                                    |                                            | Refugi de la Bassa d'Oles              | Modifica les dades a Wikidata |

## riu
| imatge | Nom             | Ubicat a                             | instància de | Detalls                                                       | coordenades                                                                                       | Protecció | Commons (més fotos) | Dades a WD                    |
| ------ | --------------- | ------------------------------------ | ------------ | ------------------------------------------------------------- | ------------------------------------------------------------------------------------------------- | --------- | ------------------- | ----------------------------- |
|        | Garona          | Occitània Vall d'Aran Nova Aquitània | riu          | Desemboca: estuari de la Gironda Llarg: 647km Conca: 56000km² | 42° 37′ 04″ N, 0° 58′ 08″ E / 42.6178°N,0.9689°E 45° 02′ 19″ N, 0° 36′ 40″ O / 45.0386°N,0.6111°O |           | Garonne             | Modifica les dades a Wikidata |
|        | Riu de Varradòs | Vielha e Mijaran                     | riu          | Desemboca: Garona                                             | 42° 44′ 14″ N, 0° 45′ 14″ E / 42.737132°N,0.753793°E                                              |           | Varradòs River      | Modifica les dades a Wikidata |

## safareig
| imatge | Nom                           | Ubicat a | instància de       | Detalls                     | coordenades                                                                 | Protecció                   | Commons (més fotos)           | Dades a WD                    |
| ------ | ----------------------------- | -------- | ------------------ | --------------------------- | --------------------------------------------------------------------------- | --------------------------- | ----------------------------- | ----------------------------- |
|        | Safareig i abeurador d'Arròs  | Arròs    | safareig abeurador | Estil: arquitectura popular | 42° 44′ 18″ N, 0° 45′ 40″ E / 42.738238888889°N,0.76113055555556°E 953 msnm | bé cultural d'interès local | Safareig i abeurador d'Arròs  | Modifica les dades a Wikidata |
|        | Safareig i abeurador d'Aubèrt | Aubèrt   | safareig abeurador | Estil: arquitectura popular | 42° 43′ 53″ N, 0° 46′ 40″ E / 42.731369444444°N,0.77788055555556°E 917 msnm | bé cultural d'interès local | Safareig i abeurador d'Aubèrt | Modifica les dades a Wikidata |

## serra
| imatge | Nom                      | Ubicat a                   | instància de | Detalls       | coordenades                                                                                               | Protecció | Commons (més fotos)    | Dades a WD                    |
| ------ | ------------------------ | -------------------------- | ------------ | ------------- | --- | --------- | ---------------------- | ----------------------------- |
|        | Malh deth Gat            | Vielha e Mijaran           | serra        |               | 42° 41′ 28″ N, 0° 50′ 16″ E / 42.69098333°N,0.83780833°E 1525 msnm                                        |           |                        | Modifica les dades a Wikidata |
|        | Mont dera Solana         | Vielha e Mijaran           | serra        |               | 42° 42′ 50″ N, 0° 49′ 37″ E / 42.7139°N,0.827058°E 2178 msnm                                              |           | Mont dera Solana       | Modifica les dades a Wikidata |
|        | Monte de Garòs           | Vielha e Mijaran           | serra        |               | 42° 43′ 13″ N, 0° 50′ 24″ E / 42.72014722°N,0.84009722°E 2258.1 msnm                                      |           |                        | Modifica les dades a Wikidata |
|        | Sarrat de Sapeguilha     | Vielha e Mijaran           | serra        |               | 42° 41′ 50″ N, 0° 45′ 15″ E / 42.6973°N,0.75425°E 2000 msnm                                               |           |                        | Modifica les dades a Wikidata |
|        | Sarrat dera Gerbosa      | Vielha e Mijaran           | serra        |               | 42° 38′ 09″ N, 0° 43′ 12″ E / 42.6357°N,0.720019°E 2845.7 msnm                                            |           |                        | Modifica les dades a Wikidata |
|        | Sarrat dera Gleiseta     | Vielha e Mijaran           | serra        |               | 42° 45′ 54″ N, 0° 47′ 29″ E / 42.7649°N,0.79145°E 2292.2 msnm                                             |           |                        | Modifica les dades a Wikidata |
|        | Sarrat des Corbassi      | Vielha e Mijaran           | serra        |               | 42° 44′ 59″ N, 0° 46′ 09″ E / 42.74986111°N,0.76914389°E 1745 msnm                                        |           |                        | Modifica les dades a Wikidata |
|        | Sèrra Sascorjada         | Vielha e Mijaran           | serra        |               | 42° 47′ 27″ N, 0° 49′ 29″ E / 42.7907°N,0.824828°E 2446 msnm                                              |           |                        | Modifica les dades a Wikidata |
|        | Sèrra d'Auba             | Vielha e Mijaran           | serra        |               | 42° 39′ 48″ N, 0° 43′ 51″ E / 42.6634°N,0.730936°E 2536.3 msnm                                            |           |                        | Modifica les dades a Wikidata |
|        | Sèrra de Cuenques        | Vielha e Mijaran           | serra        |               | 42° 43′ 49″ N, 0° 51′ 32″ E / 42.7303°N,0.858961°E 2523.7 msnm                                            |           |                        | Modifica les dades a Wikidata |
|        | Sèrra de Fontfreda       | Vielha e Mijaran           | serra        | Llarg: 2.76km | 42° 38′ 39″ N, 0° 46′ 31″ E / 42.6443°N,0.775175°E 2606 msnm                                              |           | Sèrra de Fontfreda     | Modifica les dades a Wikidata |
|        | Sèrra de Horno           | Vielha e Mijaran           | serra        |               | 42° 39′ 14″ N, 0° 45′ 33″ E / 42.6539°N,0.759083°E 2515.9 msnm                                            |           |                        | Modifica les dades a Wikidata |
|        | Sèrra de Pica Palomèra   | Vielha e Mijaran           | serra        |               | 42° 47′ 45″ N, 0° 50′ 44″ E / 42.7958°N,0.845517°E 2478 msnm                                              |           | Sèrra de Pica Palomèra | Modifica les dades a Wikidata |
|        | Sèrra de Rius            | Naut Aran Vielha e Mijaran | serra        | Llarg: 7.65km | 42° 39′ 28″ N, 0° 52′ 10″ E / 42.657775°N,0.869364°E 42° 38′ 18″ N, 0° 47′ 22″ E / 42.638432°N,0.789538°E |           | Sèrra de Rius          | Modifica les dades a Wikidata |
|        | Sèrra de Somont          | Vielha e Mijaran           | serra        |               | 42° 44′ 41″ N, 0° 50′ 27″ E / 42.74460278°N,0.84086944°E 2448 msnm                                        |           |                        | Modifica les dades a Wikidata |
|        | Sèrra de Terratrem       | Vielha e Mijaran           | serra        |               | 42° 45′ 14″ N, 0° 47′ 32″ E / 42.75393611°N,0.79220278°E 2393.1 msnm                                      |           |                        | Modifica les dades a Wikidata |
|        | Sèrra dera Pleta Naua    | Vielha e Mijaran           | serra        |               | 42° 38′ 30″ N, 0° 44′ 15″ E / 42.641775°N,0.73759444°E 2612 msnm                                          |           | Sèrra dera Pleta Naua  | Modifica les dades a Wikidata |
|        | Sèrra dera Tuta dera Vop | Vielha e Mijaran           | serra        |               | 42° 45′ 46″ N, 0° 49′ 23″ E / 42.7628°N,0.822986°E 2428.6 msnm                                            |           |                        | Modifica les dades a Wikidata |
|        | Sèrra des Armèros        | Vielha e Mijaran           | serra        |               | 42° 47′ 21″ N, 0° 52′ 10″ E / 42.78911944°N,0.86940944°E 2477.2 msnm                                      |           |                        | Modifica les dades a Wikidata |
|        | Sèrra des Neres          | Vielha e Mijaran           | serra        |               | 42° 39′ 06″ N, 0° 42′ 52″ E / 42.65170611°N,0.71453056°E 2582.5 msnm                                      |           |                        | Modifica les dades a Wikidata |
|        | sèrra d'Arenho           | Vielha e Mijaran           | serra        |               | 42° 44′ 52″ N, 0° 52′ 36″ E / 42.7478°N,0.876767°E 2438.5 msnm                                            |           |                        | Modifica les dades a Wikidata |

## vall glacial
| imatge | Nom               | Ubicat a         | instància de | Detalls | coordenades                                          | Protecció | Commons (més fotos) | Dades a WD                    |
| ------ | ----------------- | ---------------- | ------------ | ------- | ---------------------------------------------------- | --------- | ------------------- | ----------------------------- |
|        | Vall de Conangles | Vielha e Mijaran | vall glacial |         | 42° 37′ 47″ N, 0° 46′ 57″ E / 42.62969°N,0.782616°E  |           | Vall de Conangles   | Modifica les dades a Wikidata |
|        | Vall de Molières  | Vielha e Mijaran | vall glacial |         | 42° 37′ 41″ N, 0° 44′ 30″ E / 42.628127°N,0.741717°E |           | Vall de Molières    | Modifica les dades a Wikidata |

## àrea protegida
| imatge | Nom                                 | Ubicat a                           | instància de                                  | Detalls                       | coordenades                                                      | Protecció | Commons (més fotos)                 | Dades a WD                    |
| ------ | ----------------------------------- | ---------------------------------- | --------------------------------------------- | ----------------------------- | ---------------------------------------------------------------- | --------- | ----------------------------------- | ----------------------------- |
|        | Parc Sant Joan de Toran             | Canejan Vielha e Mijaran Naut Aran | àrea protegida Pla d'Espais d'Interès Natural | 1992 Superfície: 9431.36422ha | 42° 48′ 21″ N, 0° 47′ 50″ E / 42.805827°N,0.797174°E Vall d'Aran |           | Parc Sant Joan de Toran             | Modifica les dades a Wikidata |
|        | capçalera de la Noguera Ribagorçana | Vielha e Mijaran Vilaller          | àrea protegida                                | 1992 Superfície: 2512.98501ha | 42° 38′ N, 0° 46′ E / 42.63°N,0.76°E                             |           | Capçalera de la Noguera Ribagorçana | Modifica les dades a Wikidata |
|        | era Artiga de Lin                   | Vielha e Mijaran Es Bòrdes         | àrea protegida Pla d'Espais d'Interès Natural | 1992 Superfície: 7012.5106ha  | 42° 42′ 04″ N, 0° 42′ 51″ E / 42.701°N,0.714206°E 1202.5 msnm    |           | Artiga de Lin                       | Modifica les dades a Wikidata |

## Misc
| imatge | Nom                                               | Ubicat a                     | instància de                         | Detalls                                                                  | coordenades                                                                                             | Protecció                                  | Commons (més fotos)                              | Dades a WD                    |
| ------ | ------------------------------------------------- | ---------------------------- | ------------------------------------ | ------------------------------------------------------------------------ | --- | ------------------------------------------ | ------------------------------------------------ | ----------------------------- |
|        | Barri d'eth Cap dera Vila i passèg dera Libertat  | Viella Vielha e Mijaran      | conjunt històric                     | Estil: arquitectura popular                                              | 42° 42′ 01″ N, 0° 47′ 40″ E / 42.700277777778°N,0.79444444444444°E                                      | bé integrant del patrimoni cultural català | Barri d'eth Cap dera Vila i passèg dera Libertat | Modifica les dades a Wikidata |
|        | Casa dera Vila                                    | Viella Vielha e Mijaran      | casa consistorial                    | Estil: arquitectura popular                                              | 42° 42′ 06″ N, 0° 47′ 44″ E / 42.701666666667°N,0.79555555555556°E                                      | bé integrant del patrimoni cultural català | Casa dera Vila (Vielha)                          | Modifica les dades a Wikidata |
|        | Central hidroelèctrica de Vielha                  | Vielha e Mijaran             | central hidroelèctrica               |                                                                          | 42° 42′ 32″ N, 0° 47′ 52″ E / 42.70898°N,0.797708°E 950.82 msnm                                         |                                            | Central hidroelèctrica de Vielha                 | Modifica les dades a Wikidata |
|        | Còva de Betlan                                    | Vielha e Mijaran             | cova                                 |                                                                          | 42° 43′ 34″ N, 0° 47′ 12″ E / 42.7261994550088°N,0.786578332193195°E                                    |                                            |                                                  | Modifica les dades a Wikidata |
|        | Entitat municipala descentralizada d'Arròs e Vila | Vall d'Aran Vielha e Mijaran | entitat territorial administrativa   |                                                                          | |                                            |                                                  | Modifica les dades a Wikidata |
|        | Jardí-mirador de Vilac                            | Vilac                        | jardí                                |                                                                          | 42° 43′ 18″ N, 0° 47′ 51″ E / 42.721783°N,0.7976°E ca:Plaça dera Glèisa, davant de l'església 1047 msnm |                                            | Jardí-mirador de Vilac                           | Modifica les dades a Wikidata |
|        | Llinda al carrer Major de Betren                  | Vielha e Mijaran             | llinda                               | 18th century                                                             | oc:C. Major, Betren                                                                                     | bé integrant del patrimoni cultural català |                                                  | Modifica les dades a Wikidata |
|        | Mines de Liat                                     | Vielha e Mijaran             | mina                                 |                                                                          | 42° 47′ 44″ N, 0° 52′ 18″ E / 42.795645°N,0.871744°E 2280 msnm                                          |                                            | Mines de Liat                                    | Modifica les dades a Wikidata |
|        | Ròca des Cans                                     | Vielha e Mijaran             | fita                                 |                                                                          | 42° 44′ 18″ N, 0° 47′ 05″ E / 42.7384122902634°N,0.784824438901977°E                                    |                                            |                                                  | Modifica les dades a Wikidata |
|        | Sant Julià                                        | Viella                       | despoblat                            |                                                                          | |                                            |                                                  | Modifica les dades a Wikidata |
|        | Santa Gemma                                       | Vilac Vielha e Mijaran       | nucli d'entitat singular de població | 72 hab                                                                   | 42° 42′ 54″ N, 0° 47′ 55″ E / 42.71505923°N,0.79868218°E 968 msnm                                       |                                            |                                                  | Modifica les dades a Wikidata |
|        | Santa Lúcia                                       | Vielha e Mijaran             | creu monumental                      |                                                                          | 42° 43′ 11″ N, 0° 47′ 45″ E / 42.7197046417415°N,0.79579776617185°E                                     |                                            |                                                  | Modifica les dades a Wikidata |
|        | Sarraera                                          | Vielha e Mijaran             | vèrtex geodèsic                      | Alt: 1.2m                                                                | 42° 38′ 31″ N, 0° 45′ 56″ E / 42.641864°N,0.765519°E 2604.404 msnm                                      |                                            |                                                  | Modifica les dades a Wikidata |
|        | Saut deth Pish                                    | Arròs e Vila                 | salt d'aigua                         |                                                                          | 42° 46′ 42″ N, 0° 50′ 05″ E / 42.7782544447841°N,0.8346354704792825°E 1600 msnm                         |                                            | Eth Saut deth Pish                               | Modifica les dades a Wikidata |
|        | Tor des Tres Pois                                 | Vielha e Mijaran             | torre de defensa                     |                                                                          | 42° 44′ 22″ N, 0° 45′ 11″ E / 42.7393854880105°N,0.752978197822993°E                                    |                                            |                                                  | Modifica les dades a Wikidata |
|        | Túnel de Viella                                   | Vielha e Mijaran             | túnel de carretera                   | Hi passa: N-230 Llarg: 5230m Ample: 12m                                  | 42° 37′ 29″ N, 0° 45′ 53″ E / 42.62469444444445°N,0.7645833333333333°E                                  |                                            | Túnel de Viella                                  | Modifica les dades a Wikidata |
|        | Urna funerària romana de Montcorbau               | Vielha e Mijaran             | urna funerària                       | Estil: arquitectura popular                                              | 42° 43′ 53″ N, 0° 47′ 25″ E / 42.73125°N,0.790203°E oc:C. Sant Estèue, 2, Montcorbau                    | bé integrant del patrimoni cultural català |                                                  | Modifica les dades a Wikidata |
|        | Vielha Industriau                                 | Vielha e Mijaran             | polígon industrial                   |                                                                          | 42° 42′ 39″ N, 0° 47′ 54″ E / 42.710955715325°N,0.798342109814453°E                                     |                                            |                                                  | Modifica les dades a Wikidata |
|        | estanhots i molleres de la val de Molières        | Vielha e Mijaran             | zona humida                          |                                                                          | 42° 37′ 36″ N, 0° 42′ 44″ E / 42.626632°N,0.71229°E 2397 msnm                                           |                                            | Estanhots i molleres de la val de Molières       | Modifica les dades a Wikidata |
|        | pi deth Plau de Naut                              | Vielha e Mijaran             | arbre singular                       | Taxon: pi roig (Pinus sylvestris) Ample: 16m Alt: 15.1m Perímetre: 4.33m | 42° 44′ 09″ N, 0° 48′ 25″ E / 42.73584°N,0.80685°E ca:Eth Plau de Naut, Montcorbau 1764 msnm            | arbre monumental                           | Pi deth Plau de Naut                             | Modifica les dades a Wikidata |